# 永遠の0
『永遠の0』（えいえんのゼロ）は、百田尚樹による日本の小説、またそれを原作とした漫画・映画・テレビドラマ。小説本はオリコン本ランキングで史上初となる400万部を突破した。

## 概要
放送作家として『探偵!ナイトスクープ』などを手がける百田の作家デビュー作であり、執筆にあたっては第二次世界大戦(大東亜戦争)で出征した著者の父親や親族が影響を与えている。
- 2006年には当初原稿を持ち込んだ多くの出版社には認められず、縁あってサブカルチャー系の太田出版から書き下ろしで発表された[2]。
- 2009年に講談社文庫から文庫化。
- 2010年から2012年にかけて須本壮一（本そういち）による作画で漫画版が刊行された。
- 2012年10月から徐々に話題を呼び、『オリコン“本”ランキング文庫部門』で歴代13作目のミリオンヒット作となった[3]。
- 2013年8月付けで、湊かなえ著『告白』（2010年・双葉社）の254.4万部を超えて文庫部門1位を記録し[4]、同年12月には文庫版の販売部数300万部を突破。歴代のタイトルで300万部超えは、オリコンの書籍全部門を通し、コミック部門の『ONE PIECE』（51巻から70巻までの計20作で獲得）に続いて史上2例目となる[5]。2013年12月に映画が公開された。
- 2015年にはテレビドラマが放送された。2015年7月31日に映画版がノーカットで地上波初放送された。
- 2016年8月15日、オーディオブックを配信サービス「FeBe」より配信[6]。

## ストーリー
司法試験浪人の佐伯健太郎と、出版社（新聞社）に勤める姉の佐伯慶子は、亡くなった祖母・松乃の四十九日からしばらくしたころ、祖父・賢一郎から彼が自分達の実の祖父ではないことを知らされる。第二次世界大戦後、松乃は二人の母・清子を連れて賢一郎と再婚しており、実の祖父は終戦間際に特攻で戦死した海軍航空兵だと判明する。
それから6年後、司法試験浪人が長く続き人生の目標を見失っていた健太郎は、フリーライターとなった慶子から、新聞社主宰の終戦60周年記念プロジェクトのアシスタントを頼まれる。プロジェクトを進める新聞記者の高山隆二は神風特攻隊のことをテロリストだと語るが、祖父の話もありその考えに釈然としない慶子は、このプロジェクトに際して特攻隊員だった実の祖父について調べようと決めた。姉弟はわずかな情報を元にその足取りを追い始める。
厚生労働省や方々の戦友会に連絡を取ったところ、実祖父の名が宮部久蔵であり、関係者9人が存命であることが知れた。その内の一人、戦闘機搭乗員としてラバウル航空隊で一緒だったという人物・長谷川梅男を訪ねるが、元海軍少尉の長谷川は久蔵について「海軍航空隊一の臆病者」「何よりも命を惜しむ男だった」「海軍軍人の風上にも置けない奴と思った。」と姉弟に蔑みの言葉をぶつけた。
健太郎は元戦友から聞く祖父の話に困惑し、次第に調査を続ける気をなくしていたが、母から健太郎と同じ26歳で亡くなった父・久蔵がどんな青年だったのか知りたいと改めて頼まれ、さらに手がかりとなる海軍従軍者達を訪ね歩く。だが、生前の久蔵を知る者達の語ることは「生きるということを教えてもらった」と感謝を述べる者もいれば、「航空隊員として軽蔑されていた」などとそれぞれに全く違っており、調べるほどにその人物像は謎に包まれていた。
戸惑いつつも二人は、国のために命を捧げるのが当然だったといわれる戦時下の日本と、そこに生きた人々の真実について調べてゆく。
凄腕の零戦乗りで、卑怯者と誹られても「娘に会うまでは死なない」と松乃との約束を守り続けていた久蔵は、どのような生涯を送り特攻を選んだのか。実は久蔵は、特攻出撃の際、自機が整備不良であることに気づき、これに搭乗すれば生還できるという理由から、その機を前途有為な学生パイロットの一人に譲る。そのパイロットこそ、二人の祖父・賢一郎であった。終戦から60年を経て、各々の壮絶な生き方と封じられていた事実を明らかにする。

## 登場人物

### 主要登場人物
佐伯 健太郎
2004年現在26歳。弁護士を志していたが、4年続けて司法試験に落ち、自信もやる気も失せ仕事に就かずぶらぶらと生活を送っていた。ノンフィクションライターを目指す姉の慶子から、実の祖父・宮部久蔵の経歴を調べようという誘いを受け、バイト料を貰えることをきっかけに協力する。旧海軍関係者を調べ歩くうちに彼らの壮絶な過去を知り、それまでの考え方を変えていく。
佐伯 慶子
健太郎の姉で、現在30歳。フリーライターとして新聞社の終戦記念プロジェクトに携わり、健太郎に戦死した実の祖父についての調査協力を頼む。母・清子も当時のことをよく知らされておらず、調べてあげたいと考えていたが、調査した内容を両親に打ち明けるべきか悩む。プロジェクトのリーダーである高山から好意を寄せられている。しかし、結局は藤木を選んだ。
宮部 久蔵
健太郎と慶子の実の祖父で、清子の父親。両親を亡くし15歳で海兵団に入団した。巧みな操縦技術を持つ航空兵であったが、妻子を案じ「必ず生きて帰る」と公言していた。
命を重んじる思考から上官に意見することもあり、長谷川に「臆病者」と称された。毎晩鍛錬に努め機体整備にも気を遣い、恐ろしく慎重な操縦で、実戦において無謀に撃墜することより撃墜されないことを説く。下の者へも丁寧に話す様は馬鹿にされるほどであったが、教官としては非常に厳しく、暴力に訴えることは一切なかったが学生の反感を買ってしまう。しかしこれは学生がいずれ特攻隊に編入されることを知っての親心であった。優れた操縦による戦法は撃墜王と言われる岩本徹三の実話にも共通している。
空母赤城の戦闘機パイロットとして真珠湾攻撃に参加し、半年後のミッドウェー海戦での赤城喪失後はラバウル海軍航空隊に配属され、一度内地へ帰還。筑波海軍航空隊で教官を務めた後、1945年8月、終戦（15日）の数日前に鹿屋海軍航空隊の鹿屋飛行場から特別攻撃隊として出撃し、米空母タイコンデロガに突入して未帰還となる。享年26。
甲板に特攻したものの爆弾は不発に終わり、はじめは米兵も久蔵の遺体に弾丸を浴びせたり唾を吐いたりと侮辱していたが、艦長が彼の遺体から妻子の写真を発見し、それを見た米兵も彼の心中を察し、海底へと丁重に葬られた。
大石 賢一郎
元国鉄職員で、現在は弁護士。松乃の死後、健太郎と慶子に実の祖父の存在を語り、二人が久蔵について調べていることを知ってその全てを明かす。実は宮部に特攻兵として教わった海軍飛行予備学生（早稲田大学）。

### 宮部の戦友
長谷川 梅男
元海軍少尉。第二章に登場。健太郎らが久蔵のことを知るため最初に訪ねる人物。米軍機グラマンに撃たれ左腕を失った。ラバウル航空隊での戦友だったが、生きることに執着していた久蔵を糾弾し、久蔵のことを「海軍一の臆病者」と語る。
伊藤 寛次
元海軍中尉。第三章に登場。第一航空戦隊赤城時代の戦友。久蔵の考え方を肯定はしないが、その空戦技術を高く評価している。ミッドウェー海戦で自分の機が離陸する前に急降下爆撃によって甲板が使用不能になり、駆逐艦のカッターボートで避難。このとき、すでに久蔵は上空に上がっていたためそこで離れ離れとなり、二度と再会することは無かった。
井崎 源次郎
元海軍飛行兵曹長。谷田部空で練習していた際、随一の腕を誇った搭乗員。ラバウル航空隊時代の久蔵の部下。久蔵に二度助けられたときの教えを教訓に、ポートモレスビー作戦やガダルカナル島方面で戦う。空母に配置転換されそこで久蔵と別れ、翔鶴の搭乗員としてマリアナ沖海戦に参加。燃料タンクに被弾し一度は体当たりを決意するが、宮部の言葉を思い出し、不時着を決意。不時着した後グアム島に泳ぎ着いて生き延びた。原作の第四章～第五章に登場した後、第十一章で亡くなる。
永井 清孝
元海軍整備兵曹長。ラバウル航空隊整備兵として久蔵らの機体を整備していた。久蔵について臆病なところは嫌いだが、感謝を忘れない点など人間として好いていたと語る。
谷川 正夫
元海軍中尉。日中戦争からの歴戦搭乗員。開戦のときに赤城と蒼龍で艦が別れたが、昭和１９年のマリアナ沖海戦のときに宮部と再会する。
岡部 昌男
元海軍少尉。宮部の教員。人間爆弾桜花の元搭乗員。
武田 貴則
元海軍中尉。姉弟が話を聞きに行く際に高山を同伴させたが、特攻隊のことをテロリストと語る高山に激怒し高山だけ追い出す。
景浦 介山
元海軍上等飛行兵曹。ラバウルからの搭乗員。宮部を恨んでいた。
戦後、宮部の妻松乃が騙され、とあるヤクザの組長の囲い人になってしまった際に、ヤクザ組長宅を襲い、組長を殺し用心棒に大怪我を負わせ、松乃に「生きろ！」と財布を投げつけた若い男の正体。
大西 保彦
元海軍一等兵曹。特攻隊員からの電信を受け、特攻成功か否か判断する電信兵であったが、戦後故郷へ戻らず温泉旅館の娘と結婚し、婿として跡を継ぐ。

### その他の登場人物
高山 隆二
新聞記者。離婚歴あり。戦後60年を振り返る特集を企画しており、健太郎と慶子が特攻隊員だった祖父を調べていることを知り興味を持つ。健太郎と慶子の前で特攻隊員と自爆テロリストの共通点を挙げた。武田貴則との会談にも同席したが、持論を展開したため武田に激高され退席する。その後、慶子にプロポーズをする。
藤木 秀一
健太郎と慶子の祖父大石賢一郎の事務所で学生時代からアルバイトをし、大学卒業後も司法試験を目指し働いていた人物。実家の父親が病に倒れ家業を継ぐために帰郷した。かつて慶子が想いを寄せていたが、慶子から「ある男性と結婚するかもしれない」という手紙を受け取ったことをきっかけに慶子にプロポーズをする。

### 実在の人物
山本五十六
山口多聞
南雲忠一
岩本徹三
西沢広義
坂井三郎
赤松貞明
南義美
野中五郎
美濃部正
実在した軍人が、登場人物と絡んだり、登場人物に語られたりして多数登場する。

### アメリカ軍の登場人物
空母タイコンデロガの艦長
エピローグに登場。近接信管を始めとする激しい対空砲火をくぐり抜けて来た宮部に敬意を表し、水葬に付す。実は彼の息子は真珠湾で戦死しており、その態度は非常に立派なものだった。
空母タイコンデロガの砲手
プロローグとエピローグに登場。タイコンデロガの五インチ高角砲の砲手。宮部の操縦技術に恐怖する。
トニー・ベイリー
第五章に登場。アメリカ軍の戦闘機パイロット。宮部の乗る零戦に撃墜され、脱出するも、そのパラシュートを宮部に銃撃される。しかし、低高度での出来事だったため、勢いがつく前に海に落下し、生還する。

## 書誌情報

### 単行本
- 『永遠の0』太田出版、2006年8月23日、448頁。ISBN 4-7783-1026-8。

### 文庫本
- 『永遠の0』講談社〈講談社文庫〉、2009年7月15日、590頁。ISBN 978-4-06-276413-1。
  - 児玉清による13ページの解説を収録。

## 漫画
双葉社『漫画アクション』誌上で2010年1月から2012年2月まで連載された。作画は須本壮一（本そういち）。アクションコミックスから全5巻が出版されている。
1. 『永遠の0』 第1巻、双葉社、2010年7月28日。ISBN 978-4-575-83796-4。
2. 『永遠の0』 第2巻、双葉社、2010年11月27日。ISBN 978-4-575-83839-8。
3. 『永遠の0』 第3巻、双葉社、2011年7月28日。ISBN 978-4-575-83934-0。
4. 『永遠の0』 第4巻、双葉社、2011年11月28日。ISBN 978-4-575-83994-4。
5. 『永遠の0』 第5巻、双葉社、2012年4月28日。ISBN 978-4-575-84065-0。

## 映画
主演は岡田准一。第38回日本アカデミー賞最優秀作品賞受賞作品。
2013年12月21日から全国430スクリーンで公開され、初日2日間の観客動員数は約42万9000人、興行収入約5億4200万円。その後興行成績で8週連続第1位となった。幅広い客層を集めてロングランが続き、観客動員数は700万人、累計興行収入86億円を突破、歴代の邦画実写映画で6位にランクインする大ヒットを記録し、文化通信社調べによる2014年邦画興行収入第1位を記録した。
原作はこれまでにも映画・ドラマ化の話が上がっていたものの、いずれも脚本上の問題等から実現には至らなかったが、山崎貴・林民夫による企画内容を受け著者である百田尚樹が快諾し、初の映像化となった。
2014年に第16回イタリア ウディネ・ファーイースト映画祭でグランプリを受賞。日本作品の受賞は2009年の『おくりびと』以来の快挙となった。

### 製作
撮影にあたり、作中に登場する旧日本海軍の零戦二一型の原寸大模型が制作されたほか、唯一現存するオリジナルエンジンで飛行可能な零戦からエンジン音が収録された。制作された零戦は、撮影終了後ゆかりの地である大分県宇佐市によって買い取られ、構想中の宇佐市平和ミュージアム（仮称）に展示される。撮影には徹底した軍事訓練と零戦搭乗経験者による指導を要し、奄美大島や鹿児島、茨城などを中心に、膨大な空撮を含む3ヶ月にわたるロケが敢行された。
山崎貴監督作品としては、初めて民放テレビ局が製作に関与していない作品となっている。また、主人公・宮部の配役には監督が元共演者である堤真一を通してその求道的な姿勢を聞き及んでいたことがきっかけとなり、岡田准一の出演が決まった。

### キャスト
- 宮部 久蔵 - 岡田准一（V6）
- 佐伯 健太郎 - 三浦春馬
- 大石 松乃 - 井上真央
- 佐伯 慶子 - 吹石一恵
- 佐伯 清子 - 風吹ジュン（幼少期：栗本有規）
- 大石 賢一郎 - 夏八木勲（青年期：染谷将太）
- 井崎 源治郎- 橋爪功（青年期：濱田岳）
- 武田 貴則- 山本學（青年期：三浦貴大）
- 景浦 介山- 田中泯（青年期：新井浩文）
- 長谷川 梅男- 平幹二朗
- 小山 - 上田竜也（KAT-TUN）
- 伊藤 - 青木健
- 香川 - 遠藤雄弥
- 寺西 - 栩原楽人

### スタッフ
- 原作：百田尚樹『永遠の0』（太田出版）
- 監督・VFX：山崎貴
- 脚本：山崎貴、林民夫
- 音楽：佐藤直紀
- VFXディレクター：渋谷紀世子
- プレビズアドバイザー：栃林秀
- 撮影：柴崎幸三
- 美術：上條安里
- 照明：上田なりゆき
- 録音：藤本賢一
- 編集：宮島竜治
- 音響効果：岡瀬晶彦
- 装飾：龍田哲児
- スクリプター：甲斐哲子
- 助監督：山本透
- 企画：アミューズ
- 制作プロダクション：ROBOT
- VFXプロダクション：白組
- 制作協力：東宝映画、阿部秀司事務所
- 配給：東宝
- 製作：「永遠の0」製作委員会（東宝、アミューズ、アミューズソフトエンタテインメント、電通、ROBOT 、白組、阿部秀司事務所、ジェイ・ストーム、太田出版、講談社、双葉社、朝日新聞、日本経済新聞社、KDDI、TOKYOFM、日本出版販売、GYAO、中日新聞社、西日本新聞社）

### 主題歌
「蛍」
作詞・作曲 - 桑田佳祐 / 編曲・歌 - サザンオールスターズ（タイシタレーベル/SPEEDSTAR RECORDS）

### Blu-ray / DVD
2014年7月23日発売。2014年、TSUTAYAが発表したレンタルDVD／ブルーレイ年間ランキングで第3位を獲得。　　

#### 永遠の0 Blu-ray / DVD 通常版
- 1枚組 - 本編DISC（本編144分、予告・特報・テレビスポット集）

#### 永遠の0 Blu-ray / DVD 豪華版
- 2枚組 - 本編DISC、特典DISC 140分（製作メイキング集、劇場公開時特番、舞台挨拶集）
- 封入特典：限定コンテンツ用ARカード
- 初回生産限定特典：ブックレット 154ページ（撮影日誌、場面写真・メイキング写真集、美術設定集、インタビュー他）、特製アウターケース付きデジパック仕様

### テレビ放送
| 回数 | テレビ局   | 番組名（放送枠名） | 放送日        | 放送時間      | 放送分数 | 視聴率 | 備考 |
| ---- | ---------- | ------------------ | ------------- | ------------- | -------- | ------ | --- |
| 1    | 日本テレビ | 金曜ロードSHOW!    | 2015年7月31日 | 19:58 - 22:54 | 178分    | 13.2%  | 本編ノーカットで地上波初放送された 。 本編開始前に、主演の岡田准一のコメント映像などがあったため、本編は20:01からスタートとなった。 |

- 視聴率はビデオリサーチ調べ、関東地区・世帯・リアルタイム。

## テレビドラマ
テレビ東京開局50周年特別企画として、2015年2月11日 20:54 - 23:18、14日 20:58 - 23:14、15日 20:54 - 23:24の3夜にわたって放送された。視聴率は第1夜が9.0%、第2夜が7.5%、第3夜が9.9%（ビデオリサーチ、関東地区調べ）でいずれも2ケタには届かなかったものの、テレビ東京の高橋雄一社長は「非常によく作られていたし、こうした骨太のドラマをやりきったという点では評価している」と前向きなコメントを出した。

### キャスト
- 宮部久蔵 - 向井理
- 宮部松乃 - 多部未華子/上月左知子（現代）
- 佐伯健太郎 - 桐谷健太
- 佐伯慶子 - 広末涼子
- 長谷川梅男 - 中尾明慶（戦時）/笹野高史（現代）
- 伊藤寛次 - 千原せいじ（戦時）/津嘉山正種（現代）
- 井崎源次郎 - 満島真之介（戦時）/近藤正臣（現代）
- 永井清孝 - 賀来賢人（戦時）/小林克也（現代）
- 谷川正夫 - 金井勇太（戦時）/石橋蓮司（現代）
- 武田貴則 - 工藤阿須加（戦時）/山本圭[22]（現代）
- 景浦介山 - 尾上松也（戦時）/柄本明（現代）
- 村田保彦 - 渡辺大（戦時）/竜雷太（現代）
- 小山實 - 石黒英雄
- 東野二飛曹 - 澤部佑
- 遠藤一飛曹 - 阿部亮平
- 酒井一飛曹 - 橋爪遼
- 大久保整備兵 - 高畑裕太
- 岡崎二飛曹 - 池田大
- 今野二飛曹 - 岡﨑育之介
- 吉田大尉 - 奥野瑛太
- 斎藤中尉 - 永嶋柊吾
- 内田飛曹長 - 須田邦裕
- 司令官（大佐） - 木下隆行
- 中尉 - 緋田康人
- 六藤学 - 大和田健介
- 藤木秀一 - 原田泰造
- 高山隆司 - 山口馬木也
- 佐伯清子 - 高畑淳子/渡邉このみ（幼少時）
- 大石賢一郎 - 中村蒼/伊東四朗（現代）

### スタッフ
- 原作：百田尚樹『永遠の0』（太田出版）
- 脚本：櫻井武晴
- 監督：佐々木章光
- 音楽：栗山和樹
- 主題歌：MISIA「桜ひとひら」（アリオラジャパン）
- ヴォカリーズ：幸田浩子（東京二期会）
- 空撮CGスーパーバイザー：栃林秀
- VFX：田中貴志、伊藤あかり、松元遼
- 資料映像協力：クリエーションファイブ
- 操演：島尻忠次（ローカスト）
- 零戦製作：馬場憲治、千住彰、田口敏則
- 零戦操縦指導：東裕一
- 殺陣：宇仁貫三、鎌田栄治
- スタント：難波和宏
- 取材協力：水交会、筑波海軍航空隊記念館、戦場体験放映保存の会
- 資料提供：時代考証学会
- ラジコンプロップ協力：日本遠隔制御、斎藤製作所、模型人
- 医療指導：山本昌督、松島由貴子
- 軍服監修：渡辺穰
- 軍事所作指導：越康広、長谷部浩幸
- ロケ協力：日本航空学園、千葉県フィルムコミッション、小山町フィルムコミッション、いばらきフィルムコミッション、プロジェクト茨城、栃木県フィルムコミッション、鹿沼市フィルムコミッション、高萩フィルムコミッション、水郷佐原観光協会、福生ロケーションサービス、南伊豆町、富士吉田市、南日本放送　ほか
- 撮影協力：防衛省、陸上自衛隊、海上自衛隊、航空自衛隊、鹿屋市
- VFX・CG：マリンポスト、キュー・テック、Artistree Media
- 選曲：辻田昇司
- 音響効果：岩熊展史、水本大介
- MA：河野弘貴、兒玉邦宏
- 技術協力：ビデオフォーカス
- 照明協力：Kカンパニー
- 鉄製小道具：大澤製作所
- 装飾：京映アーツ
- スタジオ：東映東京撮影所
- 制作統括：井澤昌平（テレビ東京）
- チーフプロデューサー：岡部紳二（テレビ東京）
- プロデューサー：阿部真士（テレビ東京）、佐々木章光、森一弘、近見哲平、石田義一
- 制作：テレビ東京、テレパック

### 放送局・放送時間
| 放送対象地域   | 放送局         | 系列           | 放送日・放送時間 (JST)                                                                                   | 備考       |
| -------------- | -------------- | -------------- | --- | ---------- |
| 関東広域圏     | テレビ東京     | テレビ東京系列 | 第1話：2015年2月11日 20:54 - 23:18 第2話：2015年2月14日 20:58 - 23:14 第3話：2015年2月15日 20:54 - 23:24 | 制作局     |
| 北海道         | テレビ北海道   | テレビ東京系列 | 第1話：2015年2月11日 20:54 - 23:18 第2話：2015年2月14日 20:58 - 23:14 第3話：2015年2月15日 20:54 - 23:24 | 同時ネット |
| 愛知県         | テレビ愛知     | テレビ東京系列 | 第1話：2015年2月11日 20:54 - 23:18 第2話：2015年2月14日 20:58 - 23:14 第3話：2015年2月15日 20:54 - 23:24 | 同時ネット |
| 大阪府         | テレビ大阪     | テレビ東京系列 | 第1話：2015年2月11日 20:54 - 23:18 第2話：2015年2月14日 20:58 - 23:14 第3話：2015年2月15日 20:54 - 23:24 | 同時ネット |
| 岡山県・香川県 | テレビせとうち | テレビ東京系列 | 第1話：2015年2月11日 20:54 - 23:18 第2話：2015年2月14日 20:58 - 23:14 第3話：2015年2月15日 20:54 - 23:24 | 同時ネット |
| 福岡県         | TVQ九州放送    | テレビ東京系列 | 第1話：2015年2月11日 20:54 - 23:18 第2話：2015年2月14日 20:58 - 23:14 第3話：2015年2月15日 20:54 - 23:24 | 同時ネット |
| 岐阜県         | 岐阜放送       | 独立放送局     | 第1話：2015年2月11日 20:54 - 23:18 第2話：2015年2月14日 20:58 - 23:14 第3話：2015年2月15日 20:54 - 23:24 | 同時ネット |
| 滋賀県         | びわ湖放送     | 独立放送局     | 第1話：2015年2月11日 20:54 - 23:18 第2話：2015年2月14日 20:58 - 23:14 第3話：2015年2月15日 20:54 - 23:24 | 同時ネット |
| 奈良県         | 奈良テレビ     | 独立放送局     | 第1話：2015年2月11日 20:54 - 23:18 第2話：2015年2月14日 20:58 - 23:14 第3話：2015年2月15日 20:54 - 23:24 | 同時ネット |
| 和歌山県       | テレビ和歌山   | 独立放送局     | 第1話：2015年2月11日 20:54 - 23:18 第2話：2015年2月14日 20:58 - 23:14 第3話：2015年2月15日 20:54 - 23:24 | 同時ネット |
| 鹿児島県       | 南日本放送     | TBS系列        | 第1話：2015年3月11日 19:30 - 21:54 第2話：2015年3月18日 19:30 - 21:51 第3話：2015年3月25日 19:20 -21:51  | 遅れネット |

上記以外に、テレビ東京系列のない地域において、系列外遅れネットを行った局が複数あった。

## オーディオブック
2016年8月15日にオーディオブック配信サービス「FeBe」（現・audiobook.jp）から配信開始。配信にあわせ久蔵の妻・松乃役の小芝風花が原作者百田尚樹と対談し、『SCHOOL OF LOCK!』 終戦記念日特別番組に生出演するTOKYO FMとのコラボ企画が行われた。

### キャスト
- 宮部久蔵 - 櫻井孝宏[27][28]
- 佐伯健太郎 - 江口拓也[27][28]
- 佐伯慶子 - 豊口めぐみ[27][28]
- 大石松乃 - 小芝風花[27][28]
- 米水軍兵士 - 杉村憲司[28]
- 長谷川梅男 - 秋元羊介[28]
- 伊藤寛次 - 小上裕道[28]
- 永井清孝 - 金光宣明[28]
- 井崎源次郎 - 浜田賢二[28]
- 岡部昌男 - 樫井笙人[28]
- 武田貴則 - 楠見尚己[28]
- 谷川正夫 - 園部啓一[28]
- 景浦介山 - 辻親八[28]
- 大西保彦 - 側見民雄[28]
- 大石賢一郎 - 坂巻学[28]
- 高山隆司 - 松本忍[28]
- 藤木秀一 - 山本善寿[28]
- 江村誠一 - 堀総士郎[28]
- 佐伯清子 - 根本圭子[28]
- 寺西 - 稲垣拓哉[28]
- 江村鈴子 - 尾田木美衣[28]
- 島田加江 - 古城望[28]
- 祖父 - 糸博[28]

## 受賞歴

### 小説
- 大和ネクスト銀行が調査したシニア層（50歳から79歳）が選ぶ、2014年読んでよかった小説ランキング 第1位[29]

### 映画
- 第16回イタリア ウディネ・ファーイースト映画祭
  - ゴールデン・マルベリー賞
- 第33回藤本賞
  - 藤本賞：市川南・畠中達郎・プロデュースチーム
- 第39回報知映画賞
  - 主演男優賞：岡田准一
- 第27回日刊スポーツ映画大賞・石原裕次郎賞
  - 作品賞[30]
  - 監督賞：山崎貴（『STAND BY ME ドラえもん』と合わせて受賞[30]）
  - 主演男優賞：岡田准一（『蜩ノ記』と合わせて受賞[31]）
- 第38回日本アカデミー賞[32]
  - 最優秀作品賞
  - 最優秀監督賞（山崎貴）
  - 優秀脚本賞（山崎貴/林民夫）
  - 最優秀主演男優賞（岡田准一）
  - 最優秀撮影賞（柴崎幸三）
  - 最優秀照明賞（上田なりゆき）
  - 最優秀美術賞（上條安里）
  - 最優秀録音賞（藤本賢一）
  - 最優秀編集賞（宮島竜治）
  - 優秀助演男優賞（三浦春馬）
  - 優秀音楽賞（佐藤直紀）
- 第69回毎日映画コンクール[33]
  - 録音賞（藤本賢一）
- VFX-JAPANアワード 2015
  - 劇場公開実写映画部門最優秀賞（白組、渋谷紀世子）[34]

### テレビドラマ
- 東京ドラマアウォード2015[35]
  - 単発ドラマ部門・優秀賞
- 2015年日本民間放送連盟賞
  - テレビドラマ種目 優秀賞[36]

## 本作に対する反響
出版当時の読者層はわずかな60代以上の男性が占めていたが、口コミで次第に広がり2013年以降は特に10代・20代の読者も増加した。累計販売部数は2013年12月時点で約480万部 その後も映画化・ドラマ化の影響で販売を伸ばし、2014年7月時点では530万部に及ぶ。映画のヒットや作品の普及につれ少なからず反響が起こり、政治思想を問わず読者として安倍晋三をはじめ、政界、芸能界、法曹界、スポーツ界の著名人に取り上げられるとともに、その賛否も話題となった。批判としては「特攻を美化している」「戦争賛美」といったものであり、これについて著者である百田尚樹は自身のTwitter等で、「私は『永遠の0』で特攻を断固否定した」「戦争を肯定したことは一度もない」と述べ、テーマは「生きるということ」と「戦争を風化させないこと」と語っている。「『永遠の0』はつくづく可哀想な作品と思う。文学好きからはラノベとバカにされ、軍事オタクからはパクリと言われ、右翼からは軍の上層部批判（井上成美まで悪し様に書いた）と怒られ、左翼からは戦争賛美と非難され、宮崎駿監督からは捏造となじられ、自虐思想の人たちからは、作者がネトウヨ認定される。まさに全方向から集中砲火」とコメントした。
また、映画化以降特に第二次世界大戦に関連した作品が重なったこともあり、戦争の歴史に対する関心が高まった。2013年6月に宇佐海軍航空隊のあった大分県宇佐市に平和資料館が暫定オープンしたほか、同年12月に作中に登場する茨城県旧筑波海軍航空隊史跡が記念館としてオープンし、4ヵ月で全国から2万6000人が訪れた。福岡県筑前町立大刀洗平和記念館など、特攻隊ゆかりの地や資料館の訪問者も比較的若い世代を中心に大きく増加し、日本海軍の軍人・軍属の人事記録を管理する厚生労働省には、孫など親族から軍人履歴原表の開示を求める申請が増えている。

### 肯定的評価
- 俳優・司会者の児玉清はこの小説を発表直後から高く評価する発言を行っており、2009年に文庫化された際には先述の通り解説文を寄稿している[45][46]。
- スピッツの草野マサムネはBridge 54号(ロッキング・オン)での吉井和哉との対談で、藤沢周平『たそがれ清兵衛』や東野圭吾『時生』とともにこの小説を取り上げ、「面白かった」と感想を残している。また草野本人によるとこの小説を読んだきっかけとして、後に文庫版の解説を担当した児玉清が高く評価する発言をしたことを挙げている[45]。
- 山崎まさよしは自身の楽曲「花火」についてこの小説と偶然にもリンクしている箇所があり、それをきっかけとして読んだ旨を語っており、自身の祖父も特攻で亡くなっていることを述べている[47]。
- 全国の書店員が選ぶ『2009年度 最高に面白い本大賞』において、文庫・文芸部門第1位となった[48]。
- 『マガジン9』の寺川薫は、「国家のために個人が命を捨てさせられる非情さもしっかりと描かれており、国家のための個人の犠牲を「正当化」した作品とは断定できない」とし、本作品への批判の声は百田の思想信条が許せない層によるものであり、百田という人物のことはいったん脇に置いて、作品そのものを純粋に読めば「戦争賛美」という感想は出てこないと評している。また、後述の石田衣良の批判に対し、「センチメントだけで読んでいる」と捉えることは可能だが、それが「右傾化」にどうつながるのか意味不明な評論と批判した[40]。
- 読者である元零戦搭乗員の笠井智一は『産経新聞』の取材に対し、作中の零戦や操縦士の監修レベルの高さを称賛し、架空の人物を描いてはいるものの、「宮部のような人物が確かにいた」と話し、「戦争で若者が死ぬのは悲しいことです。二度と戦争を起こしてはなりません。ただ、あの時代、若いパイロットたちは皆、日本を、日本人を守りたいという一心だけで命懸けで戦っていたのです。その思いだけは語り伝えたいのです。」と語っている[49]。
- 映画の主題歌を担当したサザンオールスターズの桑田佳祐は、オファーを受けた際に製作途中の映画を観賞したことを、自身のラジオ番組で作品名をある程度伏せつつ述べ、曰く「手ぬぐいがビショビショになるほど」涙を流し、周囲に「今年No.1の映画になるのではないか」と話した[50]。情報の解禁に伴い発表されたコメントにおいて「『家族のために必ず生きて帰る。それこそが愛ではないか。』そう信じ、『待っている人がいる』ことそのものが生きる力となり、生きる原動力となっている。現代を生きる私たちにも通ずる、そんな主人公・宮部久蔵の姿に非常に大きな感動をいただきました」と述べた[51]。
- 佐々木彩夏(ももいろクローバーZ)は映画版を父親と鑑賞し、感動したことを自身のブログで述べている[52]。また、後に同グループの玉井詩織も先述の佐々木と百田夏菜子に薦められて映画版を両親と共に観た旨を明かし、「家族の前では照れくさくて泣けなかったけど、戦争の悲しいシーンにウルウルしっぱなしでした」と「non・no」 2014年7月号のインタビューで述べている[53]。
- 黒柳徹子は『徹子の部屋』に岡田が出演した際に映画版のダイジェストを観賞し、目を潤ませて鼻声になり、夏八木のことを岡田が語ると無言でうなずいていた[52]。
- 弁護士の北村晴男は映画版の試写を観賞したことを語っており「これほどの作品に出会ったことがない。原作の感動をそのまま再現できる映画は少ない」と高く評価している[54]。また、サザンオールスターズのファンを公言していることもあり主題歌の「蛍」に対しても「僕らが生まれる前に太平洋戦争が終わっているがたかだか11年前[注 2]、親や先輩の年代は本当につらい思いをしていてそれを見事に描いている」と歌詞の内容を高く評価している[55]。なお、北村はサザンファンであるがゆえに自身の葬儀では「蛍」を含めたサザンの楽曲をメドレー形式でかけることを希望している[56]。
- 政治家の山田宏は2014年の正月に元海軍予備学生だった父とともに映画版を観賞したことを明かしており、父が「よく当時の雰囲気が描けている」と評していたと語り、山田自身も「サザンのテーマ曲通りの『愛と平和』の映画で、靖国神社で頭を垂れ『感謝と平和』を祈るのと同じ思いになる」と高く評価した[57]。
- 映画版について原作者の百田尚樹は「10年に1本出るかどうかの傑作」と評した[58]。

### 否定的評価
- 作家の石田衣良は、山田宗樹著『百年法』などとともに愛国心を強める作品として「右傾エンタメ」という造語を用いて批判し、「かわいそうというセンチメントだけで読まれている」「読者の心のあり方がゆったりと右傾化しているのでは」と主張した[59]。
- 文芸評論家の富岡幸一郎は「小説を読んでみたが、戦争の描写はまあまあ書けている。しかし、ベストセラーには往々にしてあることだが小説ともいえない物だ。残念ながら、文学としての価値は極めて低いと言わざるを得ない。」と述べた[60]。
- 2013年に公開された『風立ちぬ』で話題を呼んでいた映画監督宮崎駿は、インタビューにおいて日本の航空戦史や元零戦パイロットの証言に反対を唱え、「ある零戦の映画企画」を引き合いに出し次のように批判した。「今、零戦の映画企画があるらしいですけど、それは嘘八百を書いた架空戦記を基にして、零戦の物語をつくろうとしてるんです。神話の捏造をまだ続けようとしている。『零戦で誇りを持とう』とかね。それが僕は頭にきてたんです。子供の頃からずーっと！」「相変わらずバカがいっぱい出てきて、零戦がどうのこうのって幻影を撒き散らしたりね。戦艦大和もそうです。負けた戦争なのに」[61]。これは作品を見ての発言ではないものの、時期などから言及された映画は明らかに『永遠の0』のことであると推測され報じられた[62][63]。
- 映画評論家の清水節は、シネマトゥデイの映画短評で「トラウマを与えなければ戦争映画としては不十分な趨勢から逆行している。「特攻」を否定するなら、家族や戦友との絆を美しく描くだけでなく、なぜ主人公の酷たらしい死体すら見せないのか。表面的に反戦を唱えながらも、結果的に「日本を取り戻す」民族意識の強化に奉仕する巧みなプロパガンダだ」と評している[64]。
- 映画監督の井筒和幸は、自身のラジオ番組で「見たことを記憶から消したくなる映画」と述べ、主人公の人物像についても「そんなわけない」と主張した。ストーリーや登場人物が実在しないのに、ありえない内容で特攻隊を美化していると非難している[65]。
- アメリカ海軍の関連団体アメリカ海軍協会（英語版）は、2014年4月14日付の記事「Through Japanese Eyes: World War II in Japanese Cinema（日本人の目に映る『映画の中の第二次世界大戦』）[66]」の中で本作の好評を危険視し、最近の日本の戦争映画について「戦争の起因を説明せず、日本を侵略者ではなく被害者として美化する」「修正主義への批判を中国の宣伝と称し、戦争犯罪によって処刑される日本の指導者を、キリストのような殉教者だと主張している」「故郷を守って死んだ英雄と歪曲して平然としている」と批判した。
- 雑誌『映画秘宝』主催の映画のワーストランキング『HIHOはくさいアワード』では、2013年度の10位となった[67]。
- 酒井まどは「戦争のリアリティなどかけらも知らない百田が、現代の平和ボケの頭で、戦記物や戦闘シミュレーションをつぎはぎして、それらしい物語にしているだけなのだ。だからこそ、無意識のうちに飢えや戦友同士の殺し合い、強姦といった戦場の悲惨さの描写をネグり、戦術をああだこうだと、まるでスポーツの試合かヒーローもののように、戦争をエンタテインメントとして扱ってしまう」と批判している[68]。
- 太平洋戦争中に海軍の水上特攻隊に所属していた歴史学者の岩井忠熊は、「特攻というものを（中略）考えたこと事態にものすごい犯罪性があって責任がある。でもその責任を糾弾する場面が（映画には）どこにも出てこないんです。そして一種のロマンチシズムになっている」、（小説について）「戦争に対してどういう向き合い方をするのかということは、やはり書く上でその前提になることでしょう。それなしにこんなテーマを取り上げるということは、とても無責任なことではないでしょうか」と述べている[69]。

## 登場機

### 共通
全作品
- 零式艦上戦闘機（零戦）　、ゼロ戦

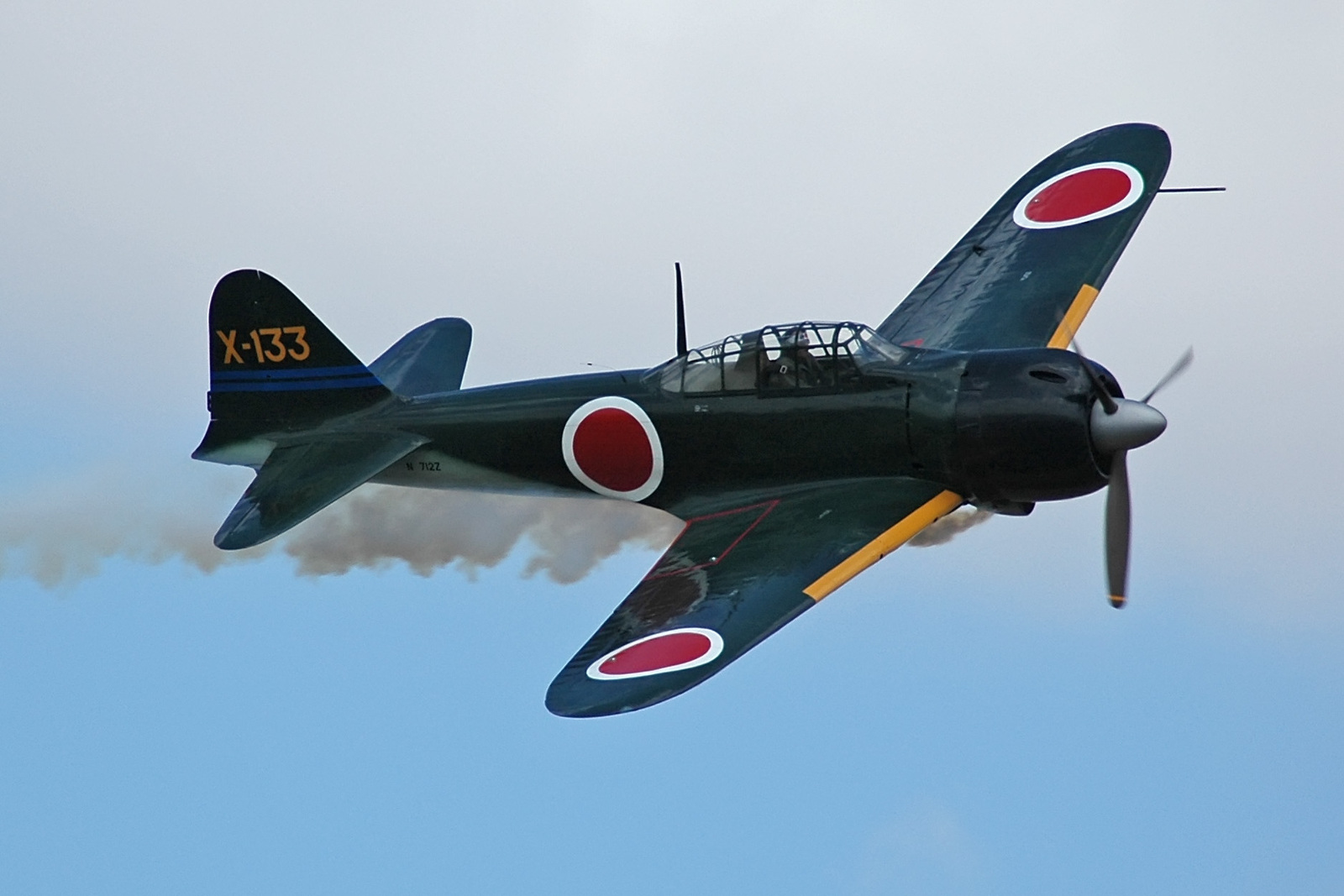
零式艦上戦闘機

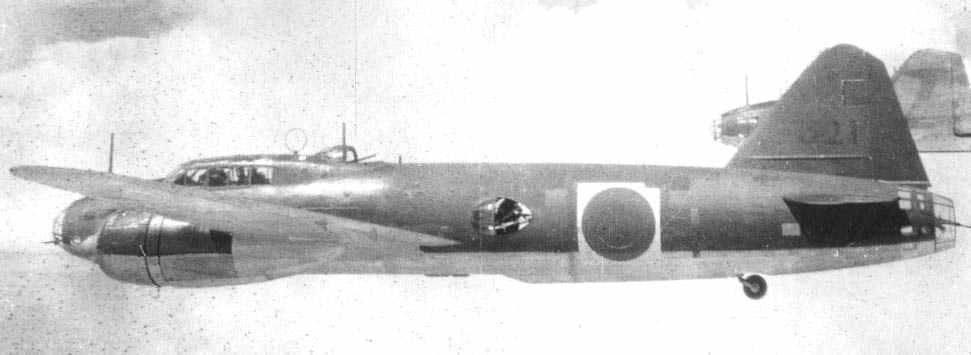
一式陸上攻撃機一一型（G4M1）

日中戦争後期から、太平洋戦争を通して使用された、大日本帝国海軍の主力戦闘機。分類としては艦上戦闘機だが、戦闘爆撃機・特攻機としても運用された。宮部らが搭乗していた二一型・五二型や、二二型、三二型などの数多くの派生型が開発された。特攻の際、宮部の搭乗する二一型は250kg爆弾を積んでいるが、その他の五二型は500kg爆弾を積んでいることがわかるように、型によって武装、爆弾搭載能力などに違いがあり、二一型と五二型ではエンジンや全幅、機関砲の装弾数などが異なっている。現在でも世界中に十数機が現存しており、何機かは飛行可能。うち一機(機体ナンバー：中島第5357号、尾翼番号：61-120、プロペラ軸が薄緑)は現存する栄二一型エンジンを搭載して飛行できる。
宮部が搭乗していた機体は、二一型、二一型、二一型、二一型、五二型、二一型。
他の登場人物が乗っていた機体は 、大石の五二型、五二型。景浦の五二型、五二型。
- 一式陸上攻撃機（一式陸攻、中攻）

太平洋戦争を通して使用された、大日本帝国海軍の陸上攻撃機。日中戦争時から太平洋戦争初頭に使用された九六式陸上攻撃機とともに、前世代の九五式陸上攻撃機（大攻）と対になる中攻と呼ばれた。進んだ設計であり、欧米にも性能的には引けを取らなかったが、エンジンはどうしても欧米並みの大馬力にできなかったことで、軽量化を行った結果、燃料タンクの防弾性が貧弱になった。そのため、被弾すると発火、爆発しやすい事から「ワンショット・ライター」 と連合国側搭乗員に揶揄されていた。しかし、近年では頑丈であったという米軍機搭乗員からの証言もあり、機体性能を見直す動きが広がっている。映画では部隊指揮所の内側視点からのカメラで駐機されているのが映っている。ドラマにおいては、一式陸攻を長谷川が直掩していた際に、迫りくるF4Fからこれを守ろうとして撃たれ、右手を失った。
書籍&映画

### 書籍
- 九六式艦上戦闘機[71]

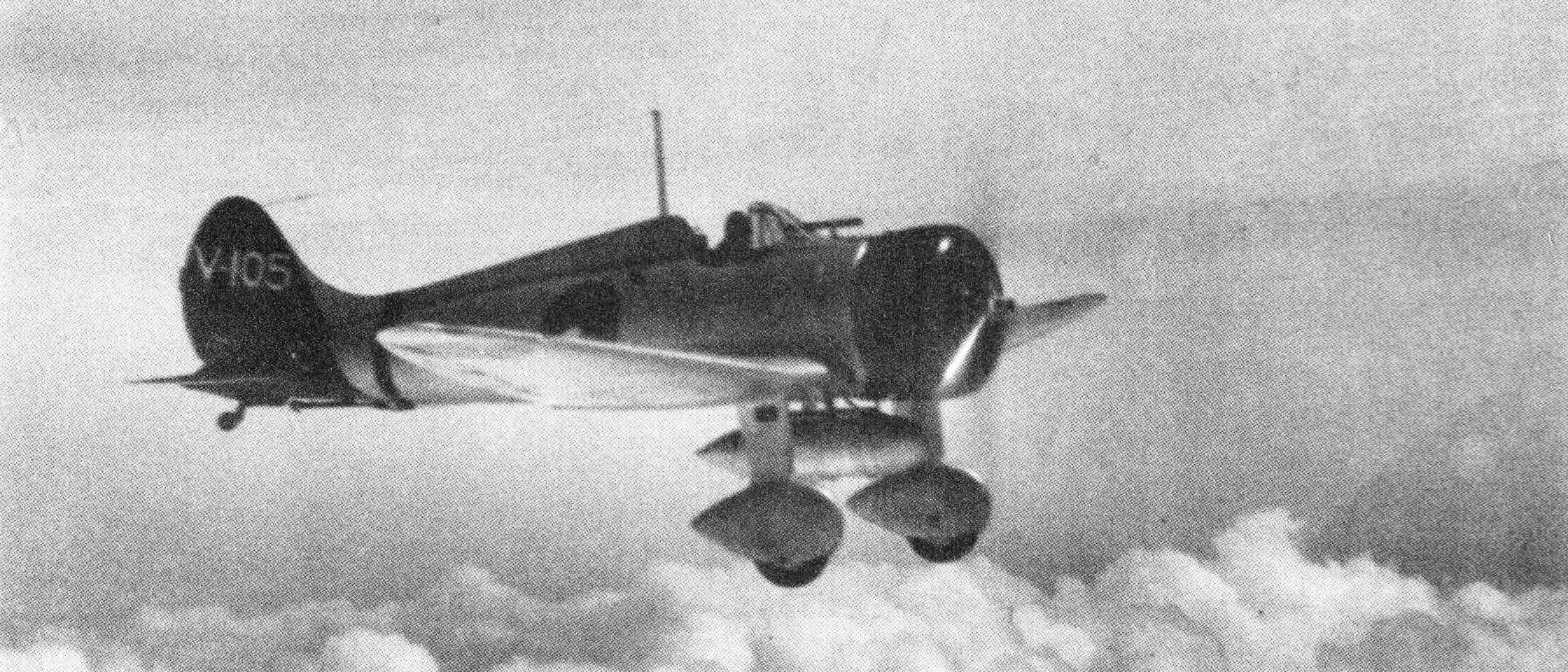
九六式艦上戦闘機

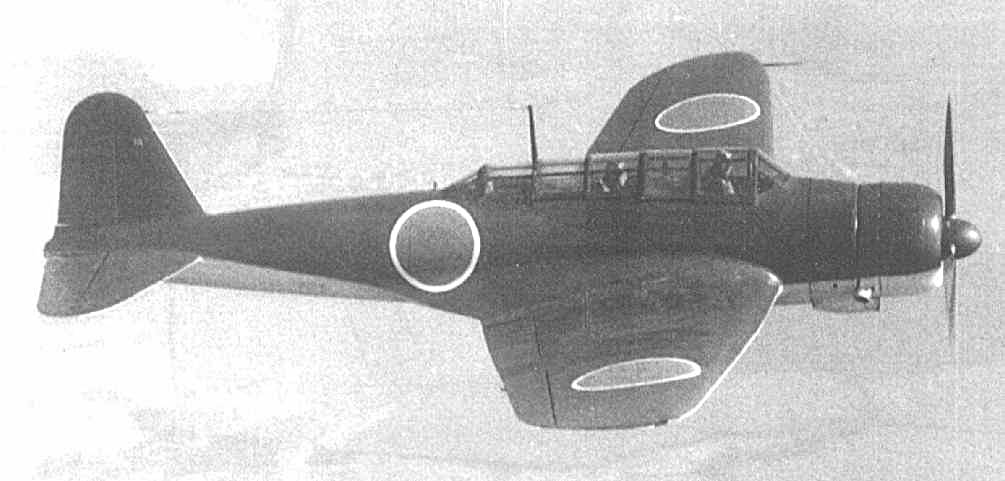
九七式艦上戦闘機

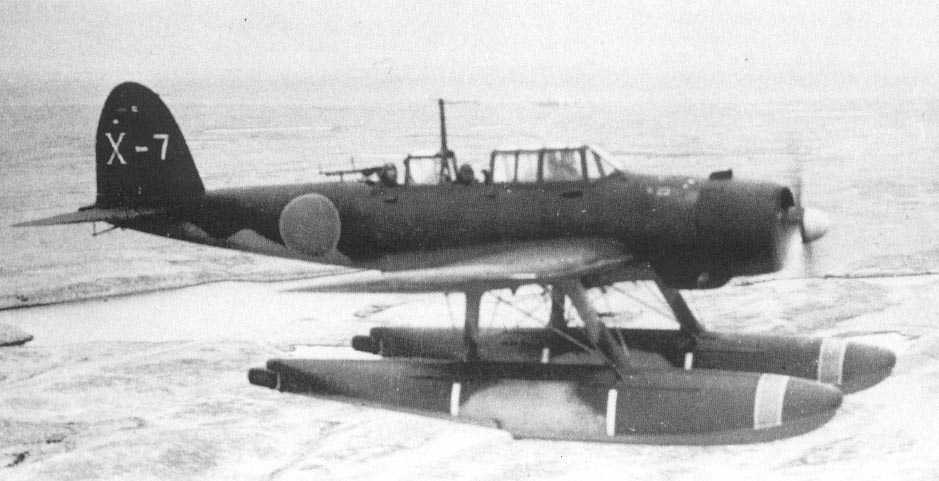
零式水上偵察機

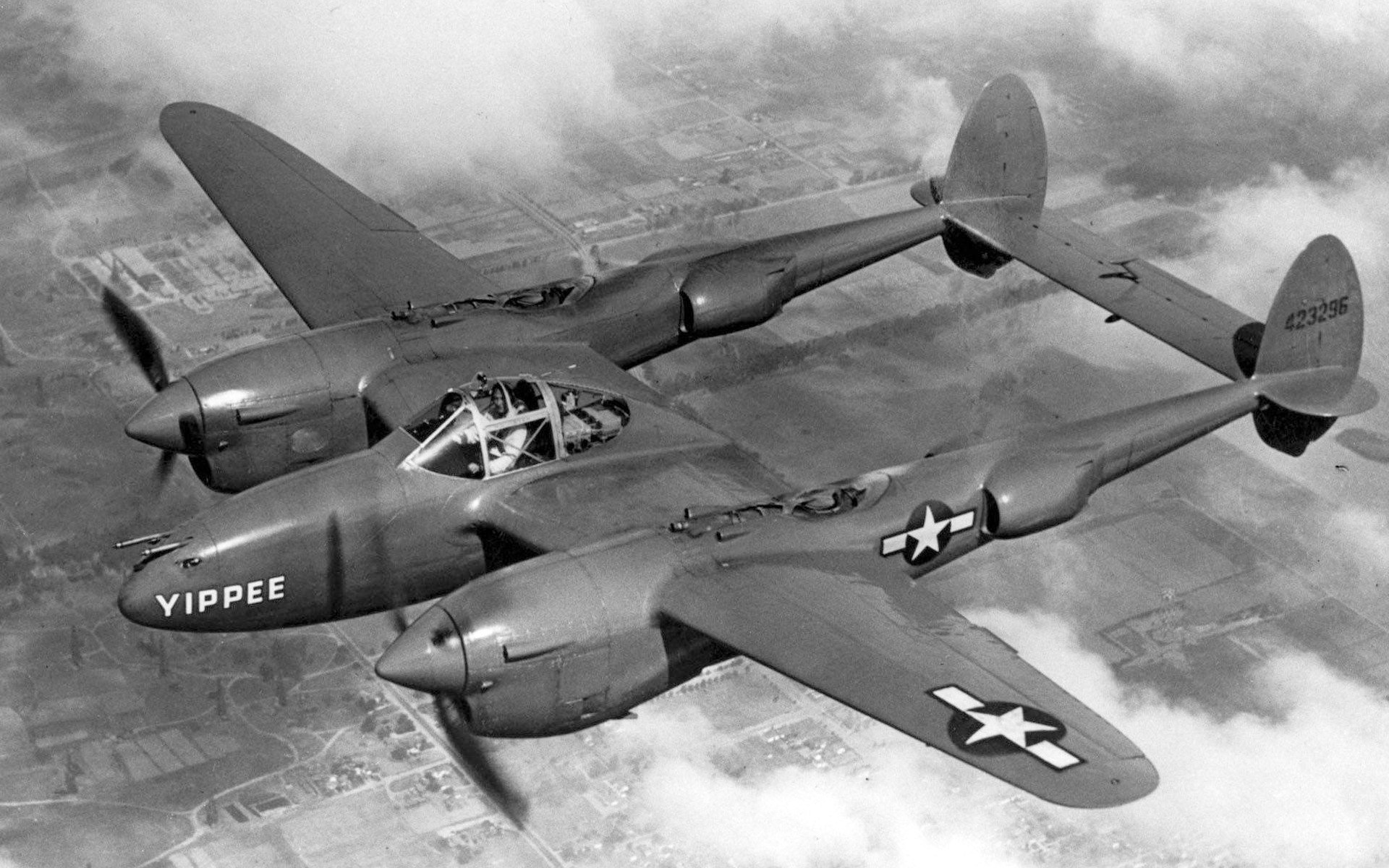
P-38

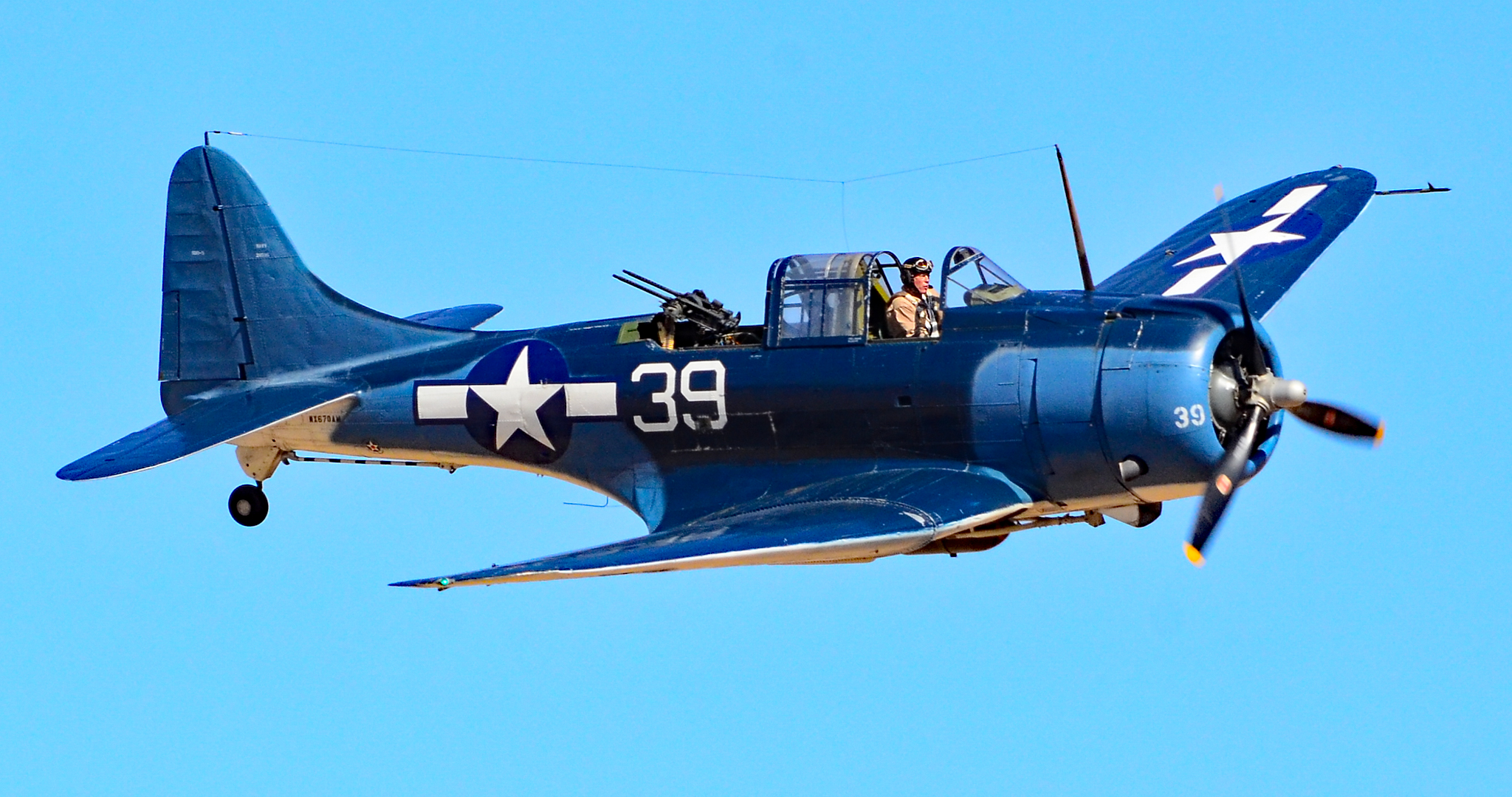
SBD

太平洋戦争を通じて使用された、大日本帝国海軍の艦上戦闘機。零戦と同じ設計者の堀越二郎が設計を手がけ、零戦の出現までは世界で最も優れた戦闘機の一つであった。長谷川が操練卒業後、昭和16年初めに中国・漢口へ配属になった際に搭乗していた機体。
- 桜花[72]

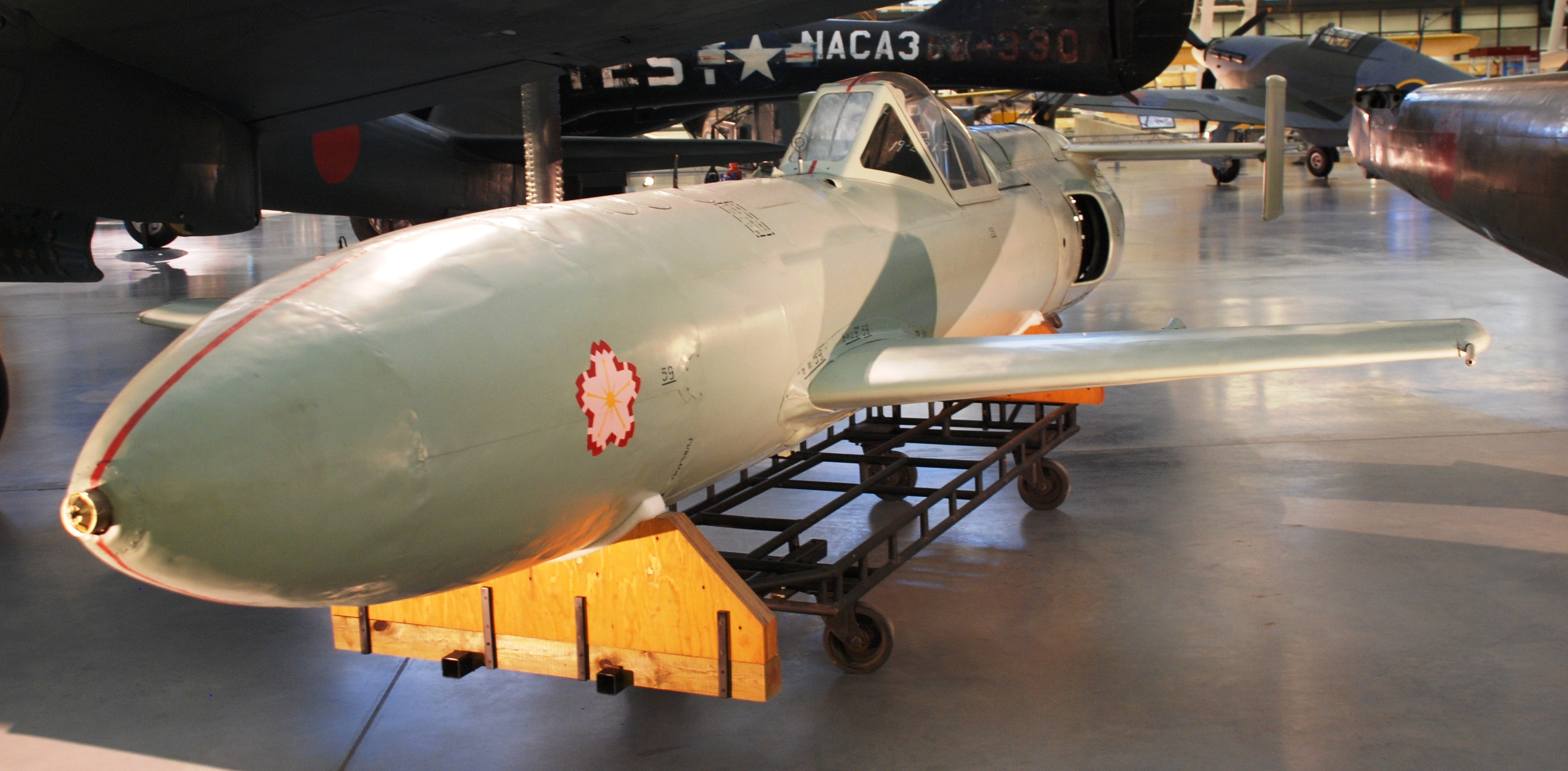
桜花

日本海軍が開発した特攻兵器。機首部に大型の徹甲爆弾を搭載し、機体は小型の航空特攻兵器で、母機に吊るされて目標付近で分離し発射される。グライダーのように滑空して敵艦に接近し、固体燃料ロケットを作動させて加速して敵艦に突入する。アメリカ軍からは、自殺(攻撃)を行う「愚か者」の機体との意味合いで、日本語の「馬鹿」にちなんだBaka Bomb（単にBakaとも）というコードネームで呼ばれており、作中では桜花で戦死した特攻隊員の遺族が、「狂った軍隊の史上最大の『バカ作戦』で戦死させられて哀れだ」と嘆くシーンがある。
しかし、アメリカ軍は、桜花のことをもっとも危険な対艦兵器で、アメリカ軍の砲手やパイロットらにとってこれまでに遭遇したもっとも手に負えない攻撃目標であると評価しており、 桜花に撃沈された駆逐艦マナート・L・エベールのオールトン・E・パーカー艦長は「それは今まで目にしたどんな飛行機よりも速かった。プロペラやエンジンは見かけられなかったので、この機体はジェットかロケットを推力にしているものと思われた。」と報告している。また同日に桜花が命中したのにもかかわらず、桜花の速度が速すぎて、艦体を貫通してしまったので幸運にも撃沈を免れたスタンリー (駆逐艦)の砲術長は「このミサイルが艦艇装備の自動火器の射程内まで接近しても、何物もその突進を停止させたり、その方向を変換させるのは無理である」と報告している。この後、アメリカ軍は桜花に対して徹底的な対策を講じている。
戦後においても、アメリカの歴史家サミュエル・モリソンは、桜花について「小型なことと、とてつもないスピードのため、桜花はわが軍の艦船に対する最悪の脅威となった。それは、ロンドンを襲ったドイツの誘導ミサイルにほぼ匹敵する脅威となった。」と述べている。作家ジョン・トーランドは、当時のアメリカ軍艦隊全体の状況として「桜花を『BAKA』と蔑んでみても、アメリカ軍艦隊全体に広まった恐怖は決して和らぐことはなかった。」と述べている。大戦中は従軍記者としてピューリッツァー賞を受賞し、戦後に軍事評論家となったハンソン・ボールドウィンは桜花は人間が誘導装置となった誘導対艦ミサイルであって、戦後にミサイルの完成によって現実化した水上艦艇に対する脅威を予見したものになったと指摘している。
- P-39[82]（カツオブシ）

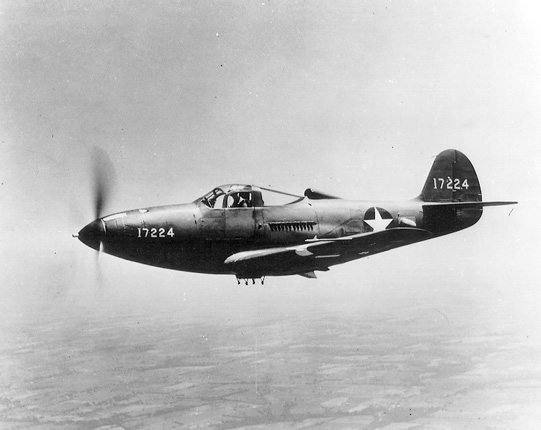
P-39

第二次大戦を通じて主にソ連で対ドイツ東部戦線用に使用されたアメリカ合衆国陸軍の戦闘機。第二次大戦初頭は太平洋戦線でも使用されたが、あまり性能が芳しくなかったため、当時連合国でアメリカによって行われていたレンド・リースに大半が出され、ソ連へ貸出（という名の押し付けのようなもの）が行われていたが、ソ連兵にはかなり好評だった。その形状から、帝国陸海軍搭乗員には「カツオブシ」と呼ばれた。

### 映画
- 九七式艦上攻撃機[注 14]（ 九七艦攻）

太平洋戦争を通じて使用された、大日本帝国海軍の艦上攻撃機。戦艦アリゾナなどを雷撃して大爆発させた。現在使用されていた実機は残っていないが、忠実に再現してエンジンを搭載し飛行可能なレプリカが一機存在する。
- 零式水上偵察機（零式水偵/零式三座水偵/零偵）

太平洋戦争を通じて使用された、大日本帝国海軍の水上偵察機。零式小型水上機（主に零式小型水上偵察機と呼ばれた）との対比から、主に零式三座水上偵察機と呼ばれた。
- P-38 （ペロハチ/双胴の悪魔）

太平洋戦争を通じて使用されたアメリカ合衆国陸軍の戦闘機。日本軍には戦いやすいことでペロハチと呼ばれていたが、のちに一撃離脱戦法が徹底されるようになると、双胴で当てにくいことも手伝って、双胴の悪魔と呼ばれるようになり、さらには山本五十六元帥と宇垣纏らがの乗った2機の一式陸攻を襲撃し、山本搭乗機を撃墜、宇垣搭乗機を不時着させた。映画中では景浦が2機撃墜しているシーンがある。現在でも十数機が現存しており、うち七機は飛行可能である。近年、現存最古になると思われる1941年製のP-38が、イギリス北ウェールズの海岸に埋もれている状態で発見された。
- P-51

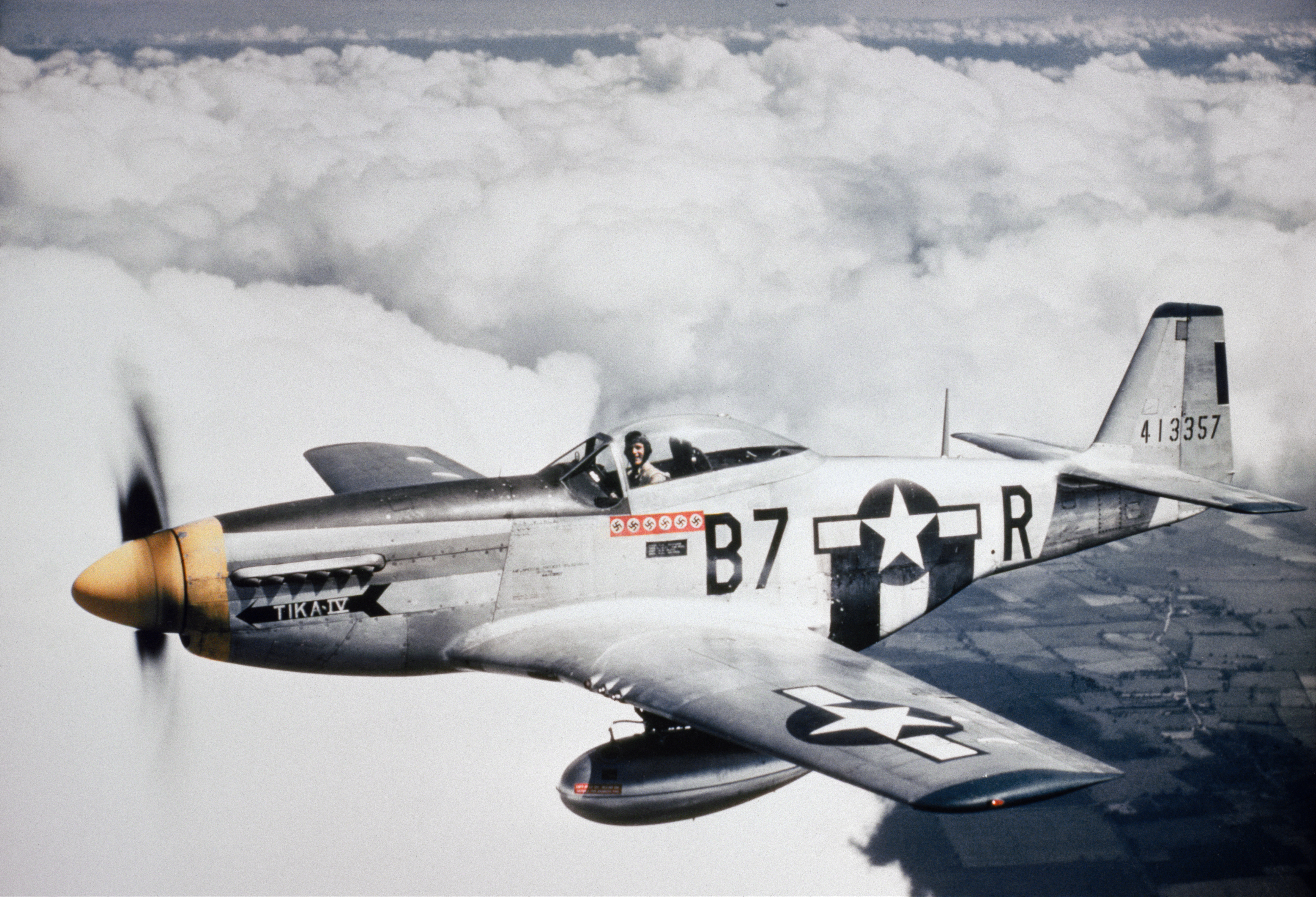
P-51

最優秀レシプロ戦闘機と評されることもある、太平洋戦争末期に使用されたアメリカ合衆国陸軍の戦闘機。B-29重爆撃機が日本本土を空襲しにきたときに、護衛戦闘機として付随してきた。優秀な戦闘機として有名だったが、乗員の腕によっては、日本軍機に軽く落とされることも多々あった。映画中では、飛行訓練中の宮部と大石とあと一機に三機で襲いかかり、一機は宮部に素早く墜とされ、もう一機に宮部が狙われるが、宮部の追撃に集中するあまり背後の警戒が疎かになっていたところを大石機の体当たりで尾翼を破損、制御を失い墜落した。第二次大戦中の軍用機で一番多く現存し、飛行可能機が150機あまりもあり、改造などされてレースにも出場している。
- TBF

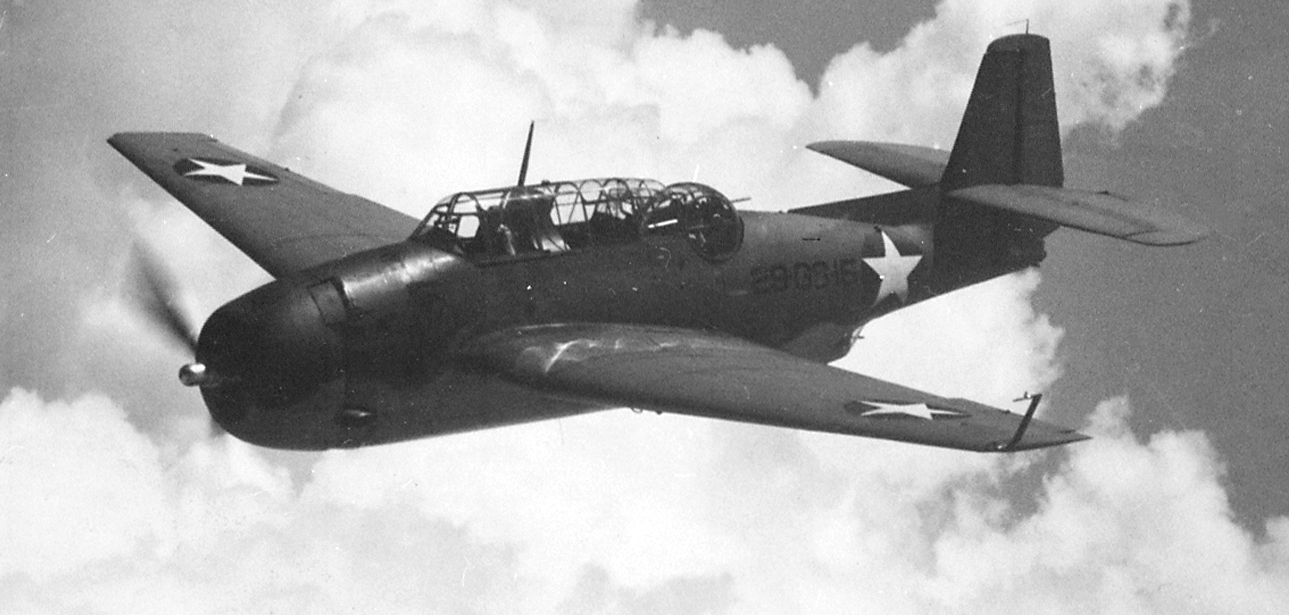
TBF

太平洋戦争前中期に使用されたアメリカ合衆国海軍の雷撃機。ミッドウェー海戦の際に、零戦に接近を察知され強襲され多数を撃墜されてしまい、魚雷は命中させられなかったが、このことが囮の役目を果たし、SBD艦爆隊による日本空母4隻の撃沈へと繋がった
。現在でも20機あまりが飛行可能な状態で現存している。
- SBD

太平洋戦争を通じて使用された、アメリカ合衆国海軍の艦上爆撃機。九九艦爆と同世代にもかかわらず、開戦直後の改良によって飛躍的に性能を上げた。また、主脚も九九艦爆と違って引き込み式主脚だった。ミッドウェー海戦の際、宮部ら零戦哨戒隊がTBD雷撃機隊と戦闘しているときに雲の間から空母を爆撃し、4隻の空母を撃沈せしめた。現在でも数機が飛行可能な状態で現存している。

### ドラマ
- 九九式艦上爆撃機（九九艦爆）

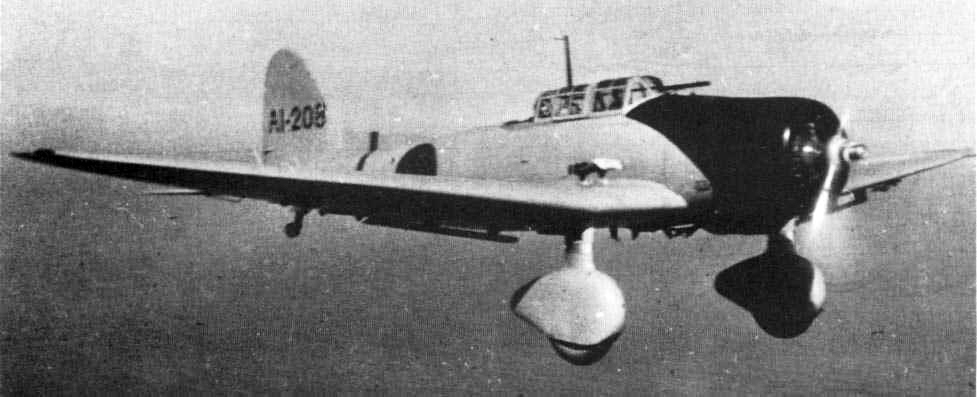
九九式艦上爆撃機

日中戦争から太平洋戦争を通じて使用された、大日本帝国海軍の艦上爆撃機。翼下に大型の固定脚を搭載しているが、その性能は欧米に劣らないものだった。作中の伊藤が真珠湾攻撃後に宮部と話しているシーンで、宮部の回想の中に自爆を決意して去っていく九九艦爆がある。飛行可能なレプリカが一機現存する。
- P-40

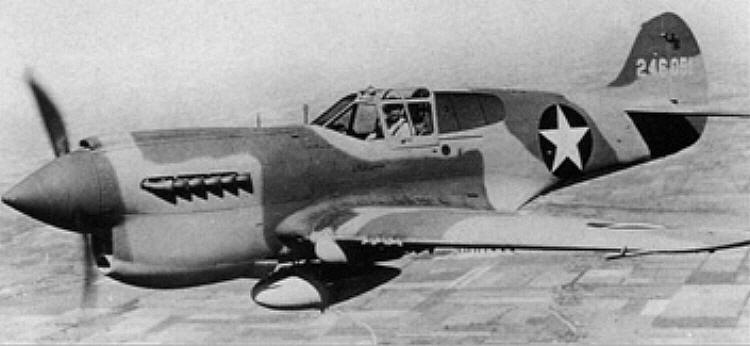
P-40

太平洋戦争初頭まで使用されていた、アメリカ合衆国海軍の戦闘機。優れた能力は持ち合わせていなかったが、製造しやすかった為、アメリカの得意とする物量作戦に使われた。長谷川がチモール島のクーパン基地へ進出した際、生まれて初めて撃墜した米英戦闘機である。
- F4F（グラマン）

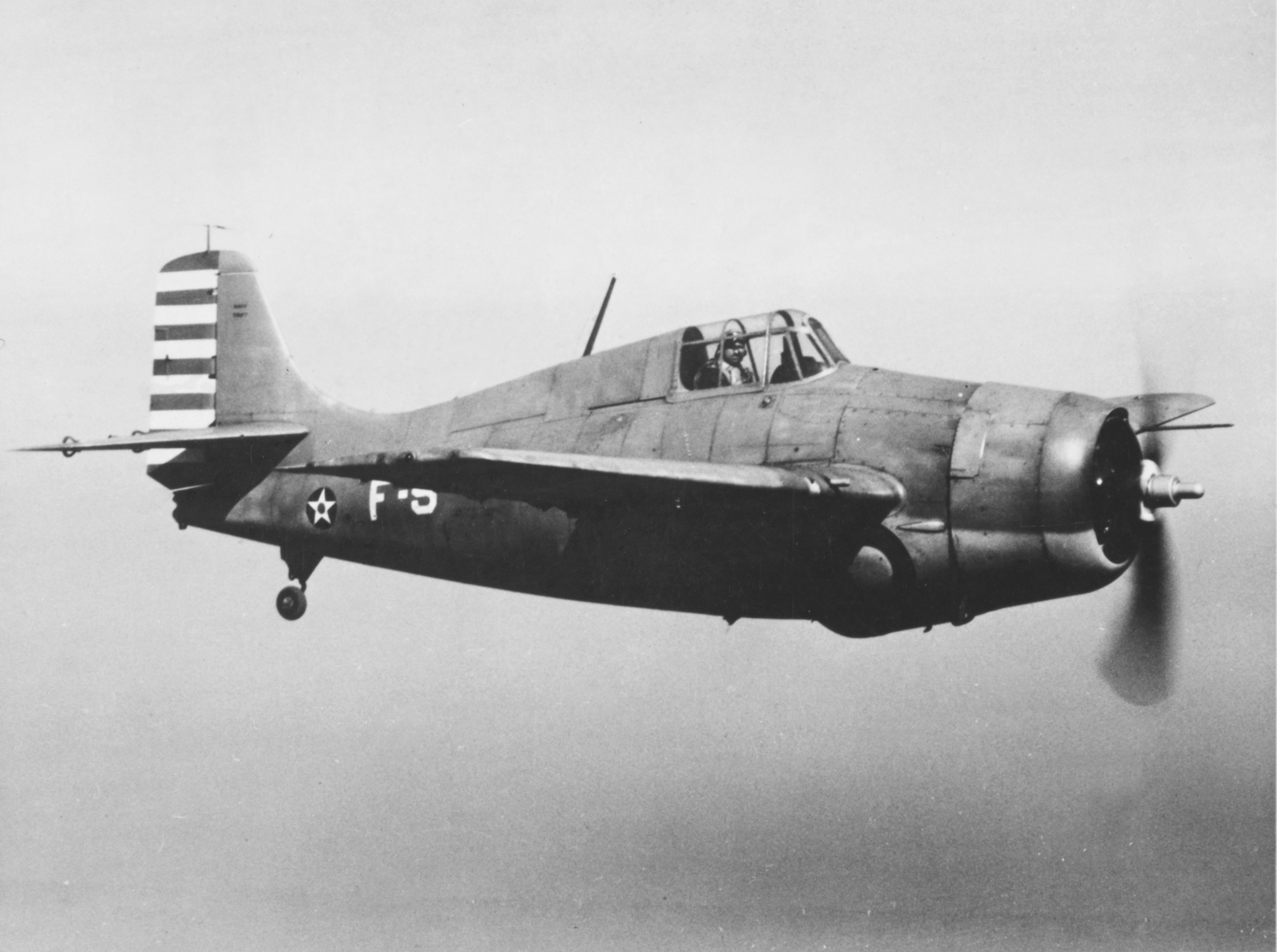
F4F

太平洋戦争前半に使用されていた、アメリカ合衆国海軍の主力艦上戦闘機。日本海軍の搭乗員にグラマンと呼ばれていた機体の初代。作中では長谷川に何機か墜とされるが、中攻を護衛していた長谷川を撃ち、大怪我を負わせた。
- F6F（グラマン）

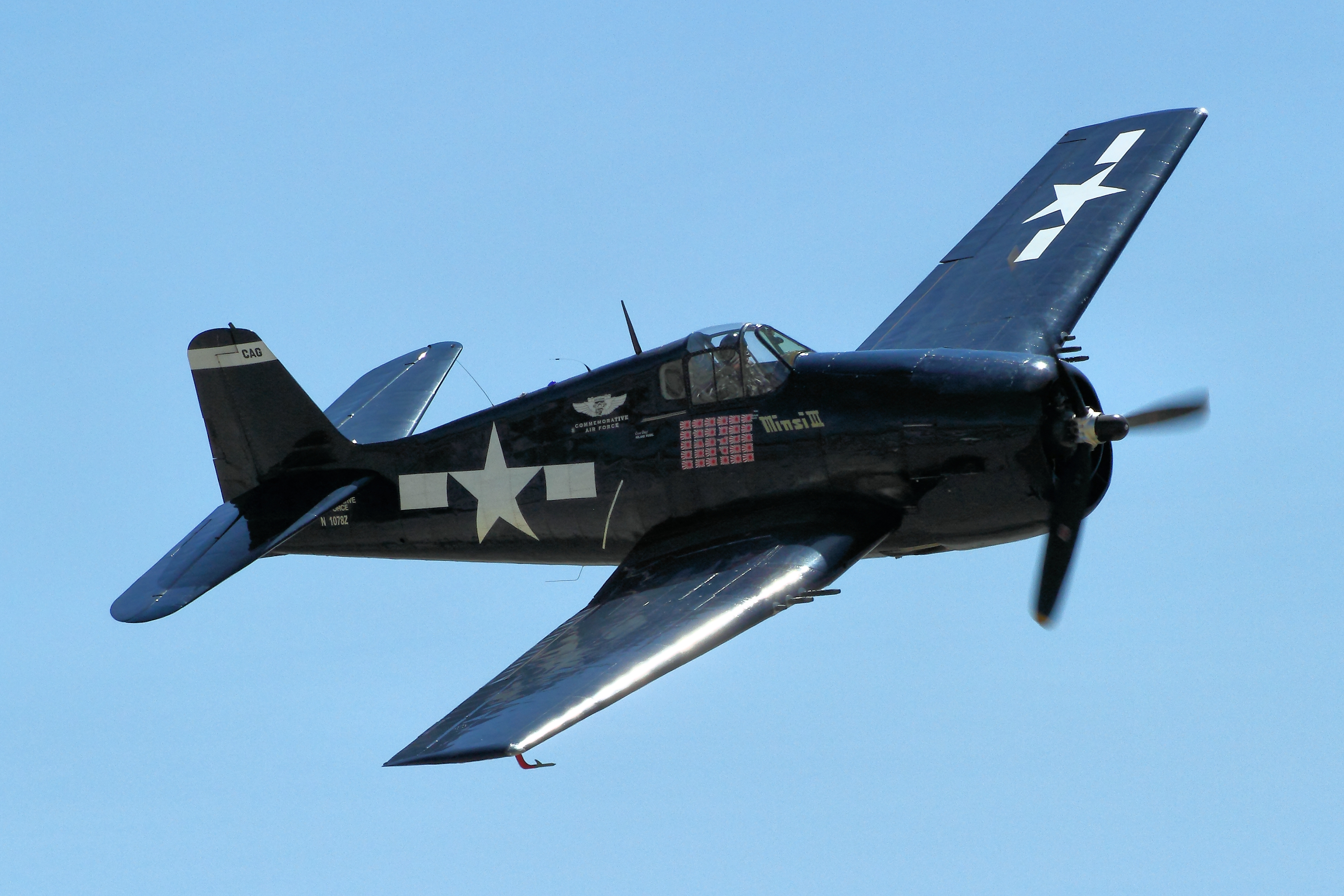
F6F

太平洋戦争後期に使用された、アメリカ合衆国海軍の主力艦上戦闘機。F4F譲りのずんぐりした機体と重装甲はそのままであったが、F4Fより改良された大馬力のエンジンによりかなりの機動性を得、日本の搭乗員にはF4Fより遥かに手強い敵機となった。日本海軍の搭乗員にグラマンと呼ばれていた機体の二代目。
- F4U（シコルスキー）

太平洋戦争中期から終戦後まで、アメリカ合衆国海兵隊でも使用されたアメリカ合衆国海軍の艦上戦闘機。重戦闘機であったため、陸上からよく使われており、戦闘爆撃機としてもよく使われていた。作中では、飛行訓練をしていた宮部・大石らに4機で襲いかかったが、大石が宮部との間に入ったことで、大石に大怪我を負わせられたものの宮部を撃墜し損ね、逆に宮部機に2機墜とされた。日本軍側の呼称・シコルスキーの由来は、F4Uの製造社であるヴォート社が、F4Uを開発後、戦時中の一時期だけシコルスキー社を編入していたことによる。
- スピットファイア

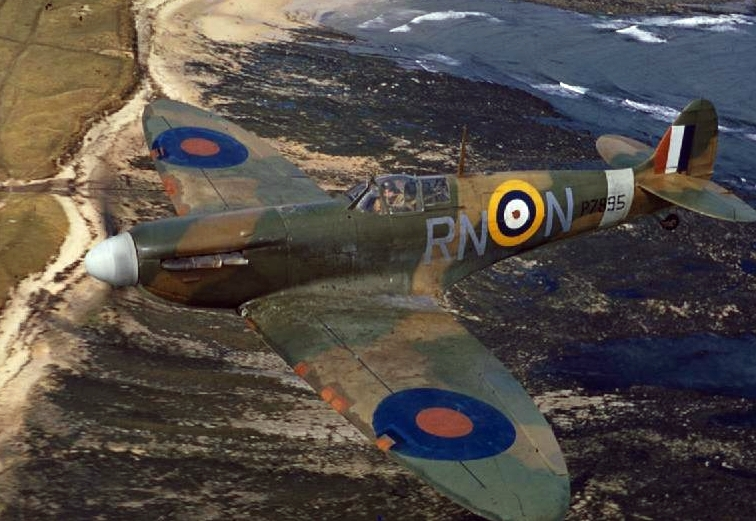
スピットファイア

第二次大戦を通じて使用されたイギリス連合王国空軍の戦闘機。長谷川がチモール島のクーパン基地にいた際、ポートダーウィンの機体を撃墜していた。
詳細は テレビ東京　永遠の0公式サイト へ。

## 登場艦艇
大日本帝国海軍
- 航空母艦 赤城

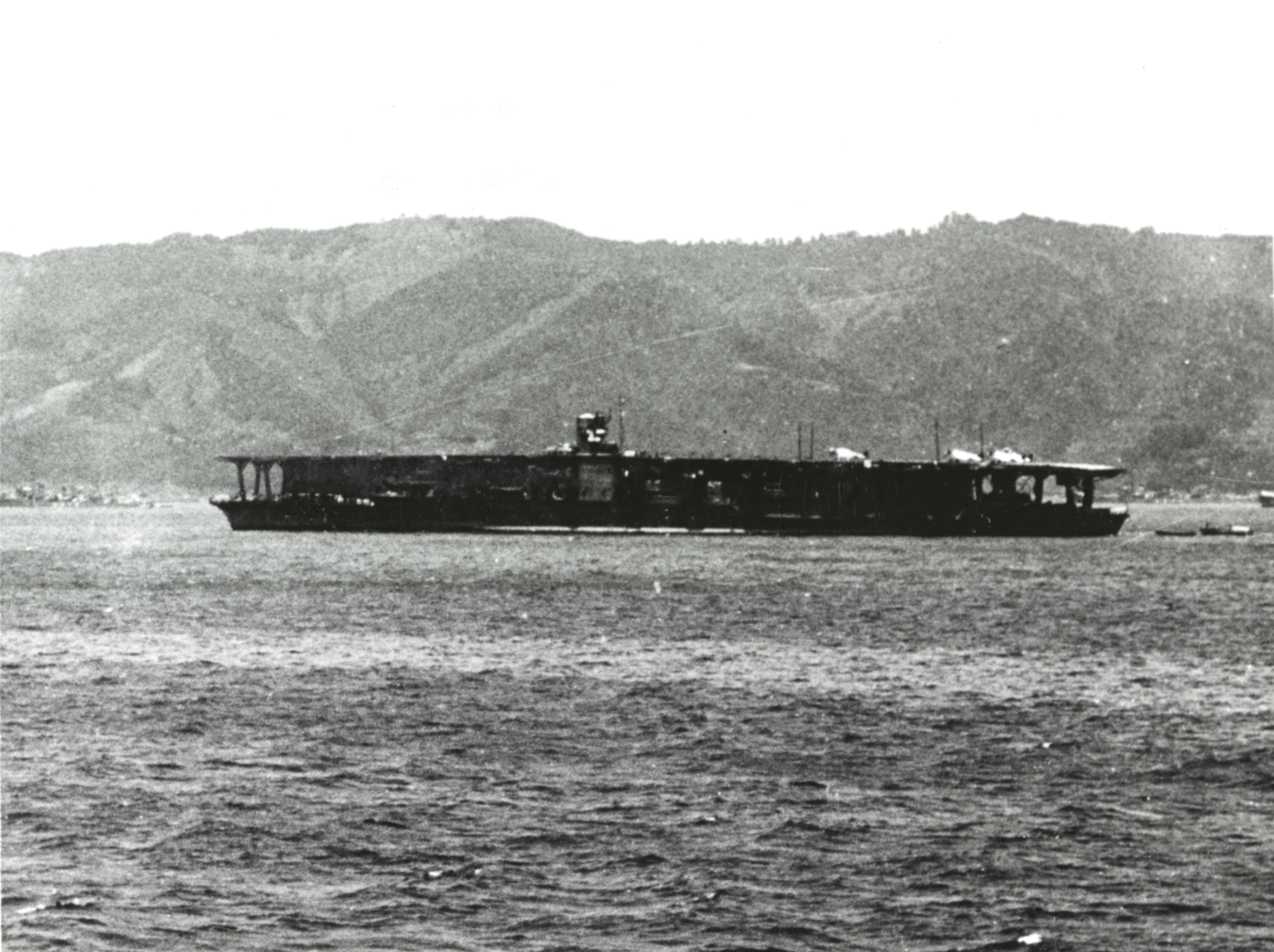
赤城

ミッドウェー海戦で撃沈された、大日本帝国海軍の主力航空母艦。もともとは天城型巡洋戦艦の2番艦であり、1番艦の天城とともに、ワシントン海軍軍縮会議の取り決めによって航空母艦に改装する予定であったが、赤城は呉海軍工廠、天城が横須賀海軍工廠と別れた後に、関東大震災が起きたことで天城が大破し破棄されたために、代わりとして同じく条約によって戦艦から標的艦にされかけていた加賀型戦艦1番艦の加賀が航空母艦に改装された。戦艦の船体をそのまま空母に改造したため、複雑な構造が特徴。宮部と伊藤が真珠湾攻撃からミッドウェー海戦まで乗艦していた。
アメリカ合衆国海軍
- 航空母艦 タイコンデロガ

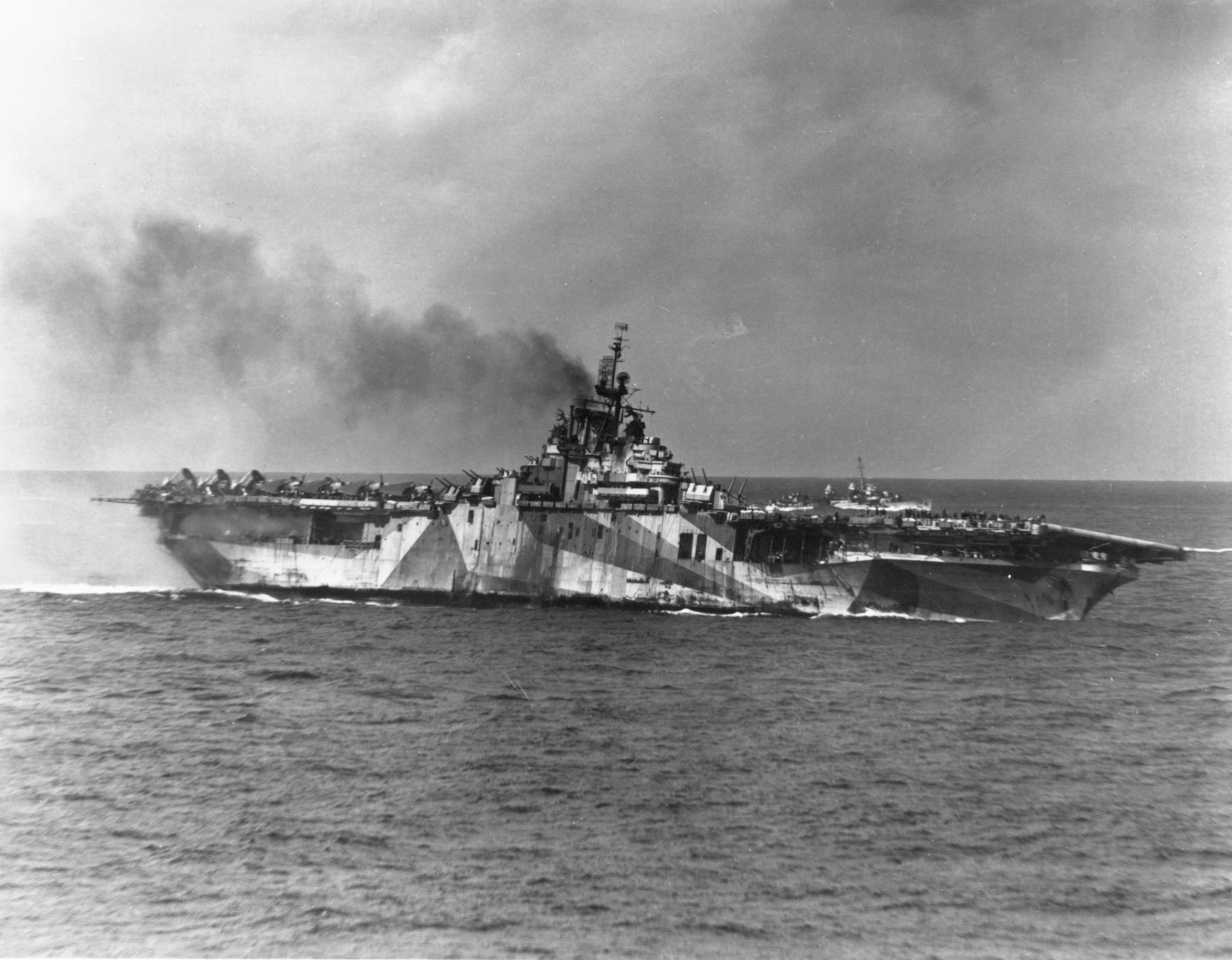
特攻機が命中して、傾斜しているアメリカ軍航空母艦タイコンデロガ

アメリカ合衆国海軍の空母。エセックス級航空母艦 の6番艦だが、10番目に就役した。宮部が特攻した航空母艦。実際にも、1945年1月21日に台湾近海にて「神風特攻隊新高隊」の2機の零戦が命中し、格納庫の艦載機と搭載していた魚雷・爆弾が誘爆して沈没も懸念されたほどの深刻な損傷を被り、ディクシー・キーファー艦長を含む345名の死傷者が生じた。キーファーが自らも右手が砕かれるなどの重傷を負いながら、艦橋内にマットレスを敷いて横たわった状態で12時間もの間的確なダメージコントロールを指示し続け、沈没だけは免れたが、終戦直前まで戦線に復帰できなかった。キーファーはアメリカ本国に治療のために送還されたが、療養中に『アマリロ・デイリー・ニュース』の取材に対して「日本のカミカゼは、通常の急降下爆撃や水平爆撃より4 - 5倍高い確率で命中している。」と答えている。また、「通常攻撃機からの爆撃を回避するように操舵するのは難しくないが、舵を取りながら接近してくる特攻機から回避するように操舵するのは不可能である。」と特攻の戦術としての有効度の高さを評価している。

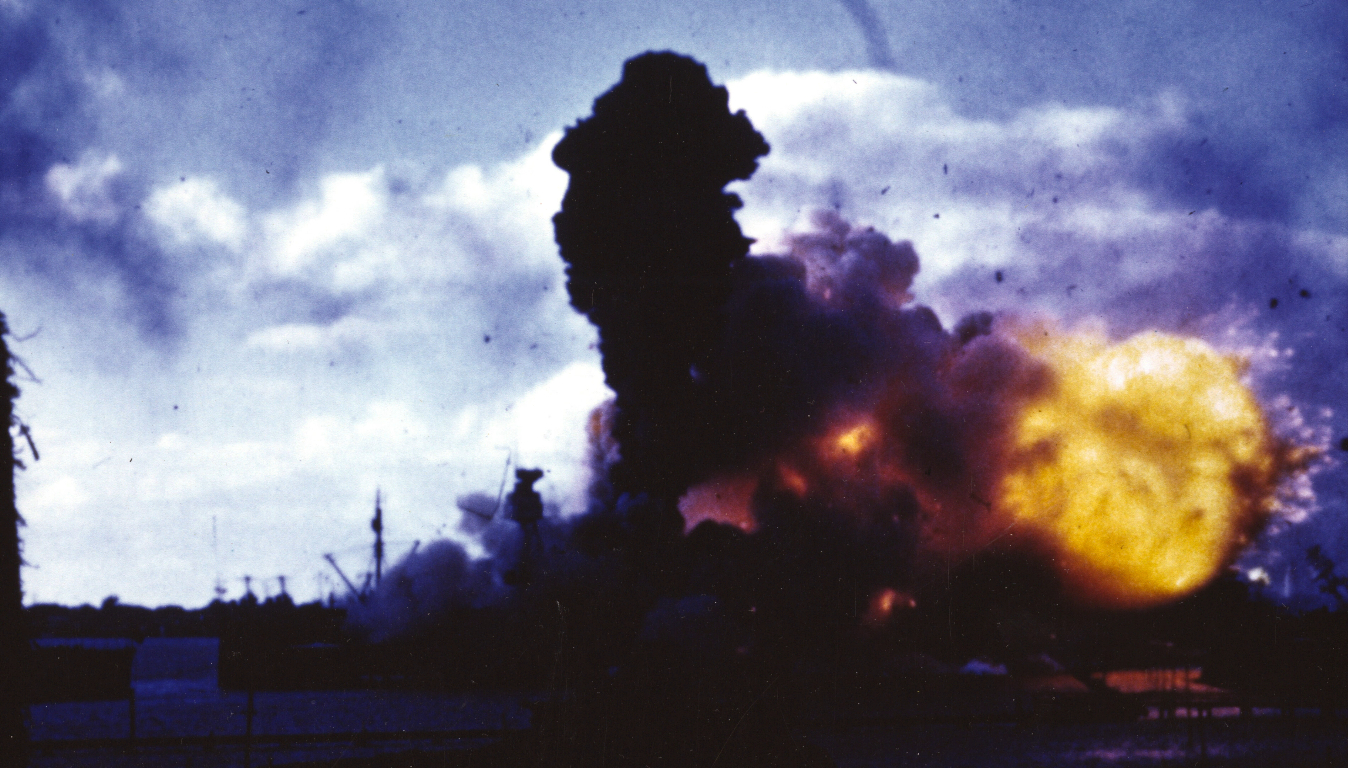
爆弾が命中し、アリゾナの弾薬庫が誘爆した瞬間

なお、タイコンデロガに特攻した宮部を艦長が水葬に付したことと似たエピソードとしては、1945年4月11日に戦艦ミズーリに特攻し戦死した石野節雄二飛曹について、ミズーリの艦長であるウィリアム・キャラハン大佐（第三次ソロモン海戦で戦死したダニエル・J・キャラハン少将の弟）が「祖国のために命を投げうってその使命を敢行した勇敢な男には、名誉ある水葬をもって臨むべきである。死した兵士はもはや敵ではない。翌朝、勇者の葬儀を執り行う」と石野二飛曹を称賛し、異例ともいえる敵兵の水葬を行ったことがある。その際わざわざミズーリの水兵が手作りで作った旭日旗で石野二飛曹の遺体を覆い、礼砲まで撃って礼を尽くしている。
- 戦艦 アリゾナ

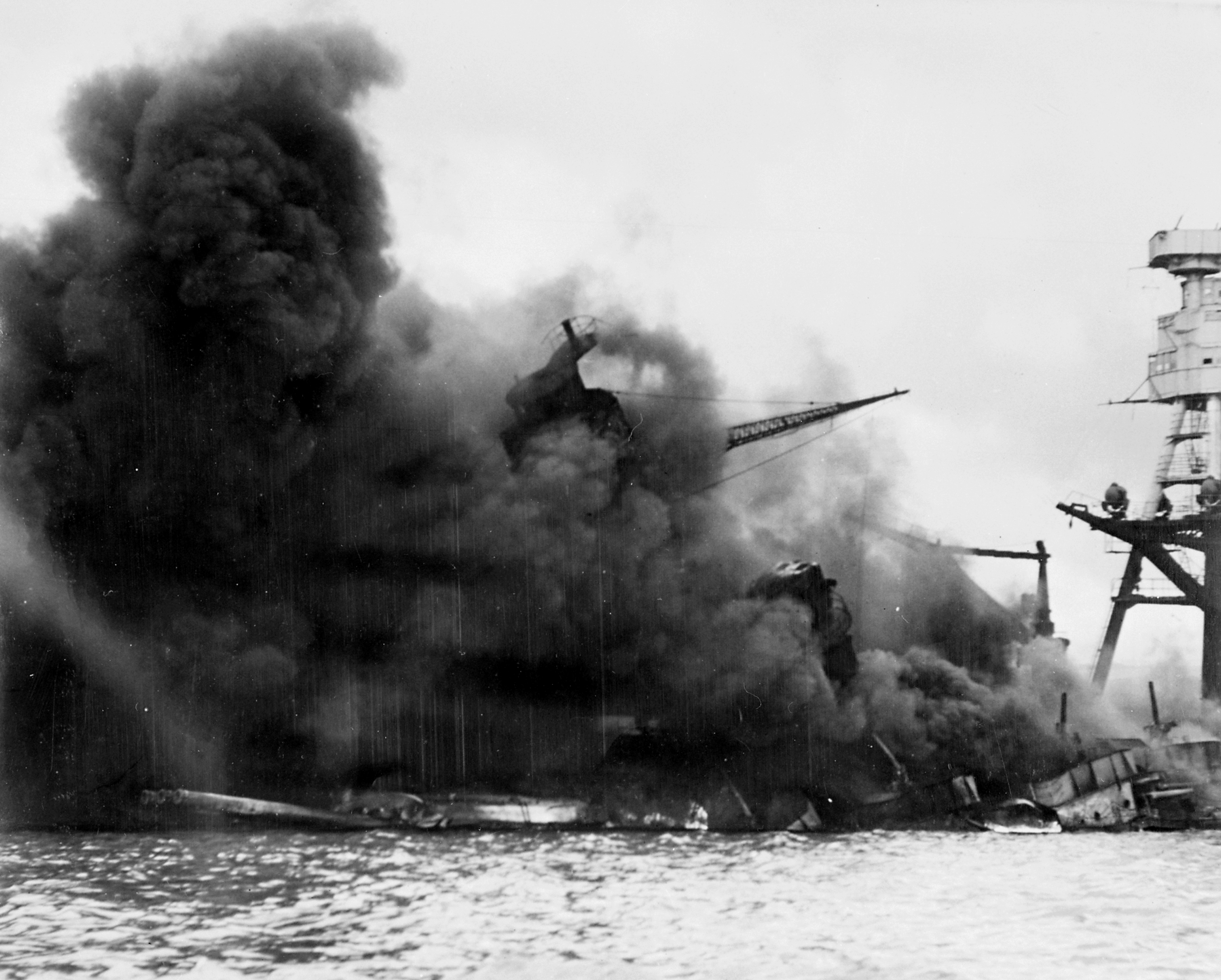
炎上するアリゾナ

赤城に乗艦するとある零戦搭乗員に、「アリゾナみてぇ、大爆発や〜！」と言わしめたほど、ひどく爆沈した戦艦。現在はアリゾナ記念館として着底した状態のまま保存されており、見学が可能。
- 駆逐艦ラフィー

特攻機がレーダーピケット艦（作中では「監視ライン」との記述）の駆逐艦に突入してくるため「空母の方向はこっちだ」といわんばかりの大きな矢印を甲板に描いた艦として作品中で紹介された。これは史実に準じており、実際にラフィーの乗組員の1名が、艦上に「Carriers This Way（空母はあちら）」という意味の矢印を書いた大きな看板を掲げた。しかしラフィーは菊水１号作戦で5機の特攻を受けて大破している。フィリピンの戦い (1944-1945年)で特攻機により大損害を被ったアメリカ軍が特攻対策として、駆逐艦に大型のレーダーを搭載してレーダーピケット艦とし、空母部隊の周囲に配置してなるべく早く特攻機を発見できる体制を構築した。このレーダーピケットラインは沖縄戦で効果を発揮し、空母部隊に接近する特攻機を減少させることに成功したが、レーダーピケット艦そのものが特攻機の目標となってしまい、多大な損害を被ることになった。沖縄戦中にアメリカ海軍は駆逐艦16隻を沈められ、18隻が再起不能の損傷を受けて除籍される甚大な損害を被ったが、文字通り自らを犠牲にして主力艦隊や輸送艦隊の損害を抑制した。その働きぶりはアメリカ海軍より「光輝ある我が海軍の歴史の中で、これほど微力な部隊が、これほど長い期間、これほど優秀な敵の攻撃を受けながら、これほど大きく全体のために寄与したことはない」と賞されている。
レーダーピケット艦の損害をなくすため、アメリカ海軍はより有効な特攻対策を迫られることとなり、レーダーピケット艦が担っていた役割を、強力な機上レーダーを搭載した早期警戒機が担うこととなり、早期警戒機としてAN/APS-20早期警戒レーダーを搭載したTBM-3Wが開発され、データリンクシステムも1945年5月にはテストを終えて、1945年7月からエセックス級空母各艦に設置されていったが、本格的に運用する前に終戦となった。この特攻対策として開発された先進的なシステムは、その後もさらに洗練されて現在のアメリカ軍空母部隊にも受け継がれている。